# Sächsische Kohlelagerstätten und Kohlevorkommen
Der Bergbau auf Kohle spielt in Sachsen seit dem 18. Jahrhundert eine große Rolle. Während der Umfang der Steinkohlenlagerstätten begrenzt war und der Abbau 1978 eingestellt wurde, spielt der Braunkohlenbergbau noch immer eine große Rolle und trägt mit zur Versorgungssicherheit bei Elektroenergie in Deutschland bei. Abseits der Kohle gibt es den Bergbau in Sachsen auch auf Erze und Baustoffe.

## Steinkohle
In Sachsen gab es drei größere Steinkohlenlagerstätten: Zwickau, Lugau-Oelsnitz und das Döhlener Becken. Daneben hatten einige kleine Vorkommen zumindest örtliche Bedeutung. Dazu gehören das Flöhaer Becken, das Borna-Ebersdorfer Becken, das Hainichener Becken und die Kleinstlagerstätten Olbernhau/Brandov, Schönfeld und Rehefeld-Zaunhaus. Der Beginn des Steinkohlenbergbaus ist für das Jahr 1348 nachgewiesen. Eingestellt wurde der Steinkohlenbergbau endgültig 1978.

### Zwickau
| Oberhohndorf- Subformation      | Elliges Flöz Oberbank                  | 1,50–2,50 m mächtig |
| Oberhohndorf- Subformation      | Elliges Flöz Unterbank                 | 0,60–3,00 m mächtig |
| Oberhohndorf- Subformation      | Zweielliges Flöz                       | 1,10–1,40 m mächtig |
| Oberhohndorf- Subformation      | Scherbenkohlenflöz                     | 0,40–1,90 m mächtig |
| Oberhohndorf- Subformation      | Lehenkohlenflöz                        | 0,50–2,60 m mächtig |
| Marienthal-Pöhlau- Subformation | Zachkohlenflöz I                       | 0,70–1,00 m mächtig |
| Marienthal-Pöhlau- Subformation | Zachkohlenflöz II                      | 1,00–3,00 m mächtig |
| Marienthal-Pöhlau- Subformation | Schichtkohlenflöz I                    | 0,90–3,00 m mächtig |
| Marienthal-Pöhlau- Subformation | Schichtkohlenflöz II                   | 1,30–2,40 m mächtig |
| Marienthal-Pöhlau- Subformation | Schichtkohlenflöz III                  | 0,90–2,00 m mächtig |
| Marienthal-Pöhlau- Subformation | Rußkohlenflöz I                        | 1,00–3,00 m mächtig |
| Marienthal-Pöhlau- Subformation | Rußkohlenflöz II                       | 0,60–1,10 m mächtig |
| Marienthal-Pöhlau- Subformation | Rußkohlenflöz III                      | 1,50–2,40 m mächtig |
| Marienthal-Pöhlau- Subformation | Tiefes Planitzer Flöz obere Abteilung  | 0,50–4,00 m mächtig |
| Marienthal-Pöhlau- Subformation | Tiefes Planitzer Flöz untere Abteilung | 0,60–3,00 m mächtig |
| Marienthal-Pöhlau- Subformation | Amandusflöz                            | 1,50–5,00 m mächtig |
| Schedewitz- Subformation        | Ludwigflöz obere Abteilung             | 0,50–1,00 m mächtig |
| Schedewitz- Subformation        | Ludwigflöz mittlere Abteilung          | 1,50–3,00 m mächtig |
| Schedewitz- Subformation        | Ludwigflöz untere Abteilung            | 0,50–2,00 m mächtig |
| Schedewitz- Subformation        | Segen Gottes Flöz obere Abteilung      | 0,60–3,00 m mächtig |
| Schedewitz- Subformation        | Segen Gottes Flöz mittlere Abteilung   | 0,60–2,30 m mächtig |
| Schedewitz- Subformation        | Segen Gottes Flöz untere Abteilung     | 0,70–2,50 m mächtig |

Von diesen Lagerstätten war das Zwickauer Steinkohlenrevier das umfangreichste und bedeutendste. Die Zwickauer Kohle wurde als erste entdeckt und das Revier stand als letztes noch in Förderung.
Die Entstehungszeit der Kohlen des Beckens fällt in das Westfal C/D des Oberkarbon mit einem Alter von 305 bis 308 Millionen Jahren. Ausgebildet sind 22 Flöze und Flözbänke. Sie werden 3 Formationen zugeordnet. Fast über die gesamte Lagerstätte verbreitet waren das Schichtkohlenflöz und das Rußkohlenflöz. Die Verbreitung der beiden tiefsten Flöze, des Ludwigflözes und des Segen-Gottes-Flözes, beschränkte sich auf das Stadtgebiet von Zwickau. Die elligen Flöze waren nur als Relikte im Stadtgebiet von Zwickau und im Mülsener Revier vorhanden. Bebaut wurden alle Flöze bis zur Bauwürdigkeitsgrenze.
Der Beginn des Bergbaus ist für das Jahr 1348 nachgewiesen, vermutlich geht er bis in das 11. Jahrhundert zurück. Die erste Urkunde über den Bergbau stammt aus dem Jahr 1493. Abgebaut wurden die Flöze im Bereich des Ausstrichs durch die Grundeigentümer. Begonnen wurde im südlichsten Revierteil in der Planitzer Flur. Das Ausbringen war aber aufgrund fehlenden Absatzes gering. So wurden von 1601 bis 1700 jährlich ca. 1.170 t Kohle gefördert. Erst nach 1817 mit dem wirtschaftlichen Aufschwung begann eine spürbar erhöhte Förderung. Sie lag 1821 bei ca. 13.200 t Kohle. Weiterhin dominierten aber die Klein- und Kleinstbetriebe. Weder eine Aufforderung durch das Freiberger Oberbergamt noch durch den Landesherren, die kleinen Gruben zu vereinigen um in größeren Grubenfeldern wirtschaftlicher Arbeiten zu können zeigte Wirkung. Nur in der Fünf Nachbar Grube 1838 und in Vereinigt Feld 1850 schlossen sich mehrere kleine Gruben zusammen. Die im Besitz der Grundeigentümer befindlichen Grubenfelder wurden bis zur Erschöpfung der Vorräte abgebaut. Im Revier gab es 1846 99 Gruben. Ihre Zahl sank zwar bis 1851 auf 49 Betriebe, war aber 1860 wieder auf 60 Gruben gestiegen. Darunter waren nur wenige Betriebe die über große Felder verfügten und wirtschaftlich in der Lage waren auch die tiefen Flöze abzubauen. Obwohl bei der Zusammenlegung von Baufeldern keine Einigung erzielt werden konnte, schloss man sich bei der Wasserhaltung zusammen und gründete 1851 die Bockwaer Wasserhaltungsgesellschaft, die für die Wasserhaltung im Revier bis zum Jahr 1898 zuständig war. Von den 63 im Jahr 1868 fördernden Gruben waren 36 Gruben in Privatbesitz. 1887 waren es nur noch 5 von 21 fördernden Gruben. In Folge des Ersten Weltkrieges kam es zwar zur Fusion größerer Gruben, aber gleichzeitig auf Grund des Kohlenmangels zur Gründung neuer kleiner Gruben. Durch Zusammenlegung von Grubenbetrieben waren zu Beginn des Zweiten Weltkrieges 2 Großkonzerne entstanden. 1946 entstanden daraus 3 Werke mit neuen Namen. 1951 wurde nach Erschöpfung der Vorräte die Schächte des VEB Steinkohlenwerk August Bebel stillgelegt. 1973 wurden die Schächte des VEB Steinkohlenwerk Karl Marx stillgelegt und die Grube als Betriebsabteilung des VEB Steinkohlenwerk Martin Hoop geführt. Der letzte Hunt Kohle für die industrielle Verwertung wurde 1978 auf Martin Hoop gefördert.
| Gesellschaft                                                                           | Jahr der Gründung | Jahr der Einstellung | Ortschaft                                           | Bemerkungen                                             |
| -------------------------------------------------------------------------------------- | ----------------- | -------------------- | --------------------------------------------------- | ------------------------------------------------------- |
| Arnimsches Steinkohlenwerk                                                             | 1698              | 1923                 | Planitz                                             | ab 1923 zum Erzgebirgischen Steinkohlen Aktienverein    |
| Altgemeinde Bockwa                                                                     | 1569              | 1912                 | Bockwa                                              | ab 1912 zum Erzgebirgischen Steinkohlen Aktienverein    |
| Beschert Glück                                                                         | 1855 1891         | 1885 1902            | Oberhohndorf                                        | eingestellt                                             |
| Bockwaer Pfarrlehn                                                                     | 1597              | 1874                 | Bockwa                                              | eingestellt                                             |
| Drescher, Steinkohlenwerk                                                              | 1842              | 1869                 | Bockwa                                              | eingestellt                                             |
| Ebert, Christian Gotthilf Steinkohlenwerk                                              | 1855              | 1871                 | Oberhohndorf                                        | ab 1871 zu Beschert Glück                               |
| Ebert, Friedrich Steinkohlenwerk                                                       | 1865              | 1893                 | Oberhohndorf                                        | eingestellt                                             |
| Ebert, Johann Gottfried Steinkohlenwerk                                                | 1843              | 1886                 | Bockwa                                              | eingestellt                                             |
| Ehrler Gebrüder, Steinkohlenwerk                                                       | 1847              | 1869                 | Oberhohndorf                                        | eingestellt                                             |
| Ehrler und Kompanie, Ferdinand, Steinkohlenwerk                                        | 1847              | 1885                 | Oberhohndorf                                        | abgebaut                                                |
| Einigkeit                                                                              | 1861              | 1883                 | Oberhohndorf                                        | ab 1883 zu Beschert Glück                               |
| Erzgebirgischer Steinkohlen Aktienverein Steinkohlenwerk August Bebel                  | 1840 1946         | 1945 1951            | Bockwa Schedewitz                                   | abgebaut                                                |
| Falk, August Steinkohlenwerk                                                           | 1854              | 1875                 | Bockwa                                              | eingestellt                                             |
| Falk, August und Genossen Steinkohlenwerk                                              | 1854              | 1875                 | Bockwa                                              | eingestellt                                             |
| Falk, Carl Gottlieb Steinkohlenwerk                                                    | 1831              | 1916                 | Bockwa                                              | ab 1916 zum Erzgebirgischen Steinkohlen Aktienverein    |
| Falk, Johann Gotthilf Steinkohlenwerk Falk, Johann Gotthilf Erben Steinkohlenwerk      | 1835 1855         | 1855 1885            | Bockwa                                              | eingestellt                                             |
| Friedrich, Erben, Steinkohlenwerk                                                      | 1825              | 1877                 | Bockwa                                              | eingestellt                                             |
| Friedrich und Thost, Steinkohlenwerk                                                   | 1861              | 1876                 | Bockwa                                              | eingestellt                                             |
| Frisch Glück Steinkohlenwerk                                                           | 1854              | 1893                 | Oberhohndorf                                        | ab 1893 zum Steinkohlenwerk Oberhohndorf                |
| Fritzsche, Steinkohlenwerk                                                             | 1854              | 1882                 | Bockwa                                              | abgebaut                                                |
| Fünf Nachbar Grube                                                                     | 1839              | 1878                 | Oberhohndorf                                        | ab 1878 zu Vereinigt Feld                               |
| Hering & Co. Steinkohlenwerk                                                           | 1815              | 1883                 | Bockwa                                              | abgebaut                                                |
| Herrschel, Steinkohlenwerk                                                             | 1847              | 1899                 | Bockwa Oberhohndorf                                 | abgebaut                                                |
| Kästner, Brüder Steinkohlenwerk                                                        | 1850              | 1873                 | Bockwa                                              | eingestellt                                             |
| Kästner, Carl Gotthilf Steinkohlenwerk                                                 | 1857              | 1925                 | Oberhohndorf                                        | eingestellt                                             |
| Kästner und Emmerlich, Steinkohlenwerk                                                 | 1923              | 1946                 | Bockwa                                              | eingestellt                                             |
| Kästner, Erben Steinkohlenwerk                                                         | 1849              | 1886                 | Bockwa                                              | eingestellt                                             |
| Kästner, Florentin und Compagnie Steinkohlenwerk                                       | 1868              | 1910                 | Reinsdorf                                           | ab 1910 zu Morgenstern                                  |
| Kästner, Gotthilf Steinkohlenwerk Kästner, Gotthilf Erben Steinkohlenwerk              | 1820 1832         | 1832 1869            | Oberhohndorf                                        | eingestellt                                             |
| Klötzer und Kompanie Steinkohlenwerk                                                   | 1861              | 1877                 | Bockwa                                              | eingestellt                                             |
| Klötzer, Johann David Erben Steinkohlenwerk                                            | 1830              | 1876                 | Bockwa                                              | eingestellt                                             |
| Klötzer, jun. Steinkohlenwerk                                                          | 1845              | 1879                 | Oberhohndorf                                        | 1879 zu Vereinigt Feld                                  |
| Kohlen-Aktien Gesellschaft Fortuna                                                     | 1858              | 1875                 | Neudörfel                                           | ab 1875 zu Schmidts Erben, Steinkohlenwerk              |
| Kraft & Lücke, Steinkohlenwerk                                                         | 1847              | 1878                 | Cainsdorf Bockwa                                    | eingestellt                                             |
| Lehefeldgrube                                                                          | 1840              | 1879                 | Oberhohndorf                                        | abgebaut                                                |
| List, Heinrich Gotthilf Steinkohlenwerk                                                | 1843              | 1883                 | Bockwa                                              | eingestellt                                             |
| Möckel & Co. Steinkohlenwerk                                                           | 1839              | 1875                 | Bockwa                                              | eingestellt                                             |
| Morgenstern Steinkohlenwerk Martin Hoop                                                | 1867 1946         | 1946 1978            | Reinsdorf Pöhlau Mülsen St. Jacob Mülsen St. Niclas | abgebaut                                                |
| Oberhohndorf Altgemeinde Steinkohlenwerk Steinkohlenwerk Oberhohndorf                  | 1740 1871         | 1870 1901            | Oberhohndorf                                        | ab 1901 zum Oberhohndorfer-Schader Steinkohlenbauverein |
| Oberhohndorfer-Forst Steinkohlenbauverein                                              | 1859              | 1904                 | Oberhohndorf                                        | abgebaut                                                |
| Oberhohndorfer-Schader Steinkohlenbauverein                                            | 1855              | 1906                 | Oberhohndorf                                        | ab 1906 zum Zwickau-Oberhohndorfer Steinkohlenbauverein |
| Rau & Co., Steinkohlenwerk                                                             | 1855              | 1873                 | Oberhohndorf                                        | ab 1873 zu Johann Gottlieb Winters Steinkohlenwerk      |
| Reinhold, Carl Gottlieb Steinkohlenwerk                                                | 1874              | 1885                 | Bockwa                                              | ab 1885 zu Altgemeinde Bockwa                           |
| Reinhold, Johann Gotthilf, Steinkohlenwerk                                             | 1832              | 1870                 | Bockwa                                              | abgebaut                                                |
| Reinhold, Robert Steinkohlenwerk                                                       | 1854              | 1888                 | Bockwa                                              | abgebaut                                                |
| Sarfert, Carl Gottlieb, Erben Steinkohlenwerk                                          | 1853              | 1878                 | Schedewitz                                          | abgebaut                                                |
| Sarfert, Heinrich Ferdinand, Erben Steinkohlenwerk                                     | 1840              | 1886                 | Bockwa                                              | abgebaut                                                |
| Sarfert, Johann Gottlieb, Erben Steinkohlenwerk                                        | 1843              | 1885                 | Bockwa                                              | ab 1885 zu Altgemeinde Bockwa                           |
| Schmidt, Erben Steinkohlenwerk                                                         | 1851              | 1885                 | Bockwa                                              | ab 1885 zum Zwickauer Steinkohlenbau-Verein             |
| Steinkohlenbauverein Hermannsgrube                                                     | 1850              | 1865                 | Oberhohndorf                                        | Abbau nicht aufgenommen                                 |
| Steinkohlenwerk Ernst August Haugk Steinkohlenwerk Arthur                              | 1910 1923         | 1923 1932            | Oberhohndorf                                        | eingestellt                                             |
| Steinkohlwerk Grube Hammerwald                                                         | 1920              | 1946                 | Oberhohndorf                                        | eingestellt                                             |
| Vereinigt Feld                                                                         | 1850              | 1890                 | Oberhohndorf                                        | abgebaut                                                |
| Vorderneudörfel-Niederplanitzer Steinkohlenbauverein Steinkohlenbauverein Himmelsfürst | 1847 1963         | 1863 1878            | Planitz                                             | ab 1873 zum Erzgebirgischen Steinkohlen Aktienverein    |
| Winter, Johann Gottlieb Steinkohlenwerk                                                | 1856              | 1882                 | Bockwa                                              | abgebaut                                                |
| Würker, Gottlieb Felix Steinkohlenwerk                                                 | 1839              | 1878                 | Bockwa                                              | eingestellt                                             |
| Würker, Heinrich (Junior) Steinkohlenwerk Würker und Compagnie Steinkohlenwerk         | 1855 1870         | 1870 1874            | Bockwa                                              | eingestellt                                             |
| Zwickauer Steinkohlenbau-Verein                                                        | 1837              | 1920                 | Zwickau                                             | ab 1920 zum Erzgebirgischen Steinkohlen Aktienverein    |
| Zwickauer Brückenberg Steinkohlenbauverein Steinkohlenwerk Karl Marx                   | 1855 1946         | 1920 1973            | Zwickau                                             | ab 1920 zu Morgenstern                                  |
| Zwickauer Bürgerschaft Aktienverein                                                    | 1841              | 1920                 | Zwickau                                             | ab 1920 zum Erzgebirgischen Steinkohlen Aktienverein    |
| Zwickau Oberhohndorfer Steinkohlenbauverein                                            | 1854              | 1936                 | Oberhohndorf Reinsdorf                              | abgebaut                                                |

Gesellschaften mit Schachtteufen und Bohrversuchen im flözleeren Raum
| Gesellschaft                                     | Jahr der Gründung | Jahr der Einstellung | Ortschaft   | Bemerkungen                        |
| ------------------------------------------------ | ----------------- | -------------------- | ----------- | ---------------------------------- |
| Crimmitzschau-Rudelswalder Steinkohlenbauverein  | 1855              | 1857                 | Rudelswalde | flözleer                           |
| Gablenzer Steinkohlengesellschaft                | 1840              |                      | Gablenz     | flözleer                           |
| Glauchauer Steinkohlenbauverein                  | 1872              | 1878                 | Rothenbach  | Bohrung nach 706 Metern aufgegeben |
| Glauchau Rothenbacher Steinkohlen Aktienverein   | 1847              | 1848                 | Rothenbach  | Bohrung nach 122 Metern aufgegeben |
| Glück Auf Steinkohlenwerk                        |                   | 1872                 | Thurm       | Bohrung nach 790 Metern aufgegeben |
| Härtensdorfer Aktienverein                       | 1847              | 1848                 | Härtensdorf | flözleer                           |
| Lichtenstein-St. Egidien Bergbau Gesellschaft    | 1857              | 1860                 | St. Egidien | flözleer                           |
| Oberhohndorf-Vielauer Verein                     | 1857              | 1870                 | Vielau      | unbauwürdig                        |
| Planitzer Steinkohlen Aktienverein               | 1840              | 1857                 | Planitz     | flözleer                           |
| Pöhlauer Steinkohlenbau Verein                   | 1857              |                      | Pöhlau      | flözleer                           |
| Pölbitzer Steinkohlenbau Verein                  |                   | 1857                 | Pölbitz     | flözleer                           |
| Reinsdorfer Steinkohlenbau Verein                | 1871              | 1875                 | Reinsdorf   | unbauwürdig                        |
| Sächsisch-Altenburger Steinkohlen Bergbauverein  | 1858              | 1862                 | Grünberg    | flözleer                           |
| Sächsische Bergbau- und Eisenhüttengesellschaft  | 1850              | 1860                 | Reinsdorf   | Teufe nach 20 Metern eingestellt   |
| Weißenborner Steinkohlen Aktienverein            | 1856              | 1857                 | Weißenborn  | flözleer                           |
| Werdauer Steinkohlenbauverein                    | 1856              | 1857                 | Fraureuth   | flözleer                           |
| Wildenfels-Härtensdorfer Steinkohlenaktienverein | 1854              | 1857                 | Härtensdorf | flözleer                           |
| Zwickau-Auerbacher Steinkohlenbauverein          |                   |                      | Auerbach    | flözleer                           |
| Zwickau-Berliner Steinkohlenbau Verein           |                   | 1858                 | Mülsen      |                                    |
| Zwickau-Leipziger Steinkohlenbau Verein          | 1857              | 1861                 | Reinsdorf   | unbauwürdig                        |
| Zwickau-Oberreinsdorf Steinkohlenbau Verein      | 1857              | 1860                 | Reinsdorf   | flözleer                           |
| Zwickau-Planitzer Steinkohlenbau Verein          | 1856              |                      | Planitz     | flözleer                           |
| Zwickau-Reinsdorfer Steinkohlenbau Verein        | 1857              |                      | Reinsdorf   | flözleer                           |
| Zwickau-Schönauer Steinkohlenbau Verein          | 1857              |                      | Schönau     | flözleer                           |
| Zwickau-Vielauer Steinkohlenbau Verein           | 1857              |                      | Vielau      | flözleer                           |

### Lugau-Oelsnitz
| Neuflöz-Subformation       | Neuflöz 1          | 3,00 m mächtig      |
| Neuflöz-Subformation       | Neuflöz 2          | 2,00 m mächtig      |
| Neuflöz-Subformation       | Neuflöz 3          | 1,00 m mächtig      |
| Neuflöz-Subformation       | Neuflöz 4          | 1,80 m mächtig      |
| Hoffnungsflöz-Subformation | Oberflöz           | 1,00–2,00 m mächtig |
| Hoffnungsflöz-Subformation | Hoffnungsflöz      | 0,80–2,00 m mächtig |
| Hauptflöz-Subformation     | Glückaufflöz       | 0,30–2,00 m mächtig |
| Hauptflöz-Subformation     | Vertrauenflöz      | 0,80–3,20 m mächtig |
| Hauptflöz-Subformation     | Hauptflöz          | 2,00–6,00 m mächtig |
| Hauptflöz-Subformation     | Hauptflözbank      | 0,80–1,80 m mächtig |
| Hauptflöz-Subformation     | Zwischenflöz       | 0,60–1,10 m mächtig |
| Hauptflöz-Subformation     | Grundflöz          | 0,60–3,20 m mächtig |
| Lugau-Subformation         | Kneiselflöz        | 0,30–1,40 m mächtig |
| Lugau-Subformation         | Unbenannte Flöz 1  | 0,40–2,20 m mächtig |
| Lugau-Subformation         | Boghead-Flöz       | 0,40–1,20 m mächtig |
| Lugau-Subformation         | Unbenanntes Flöz 2 | 0,30–1,00 m mächtig |

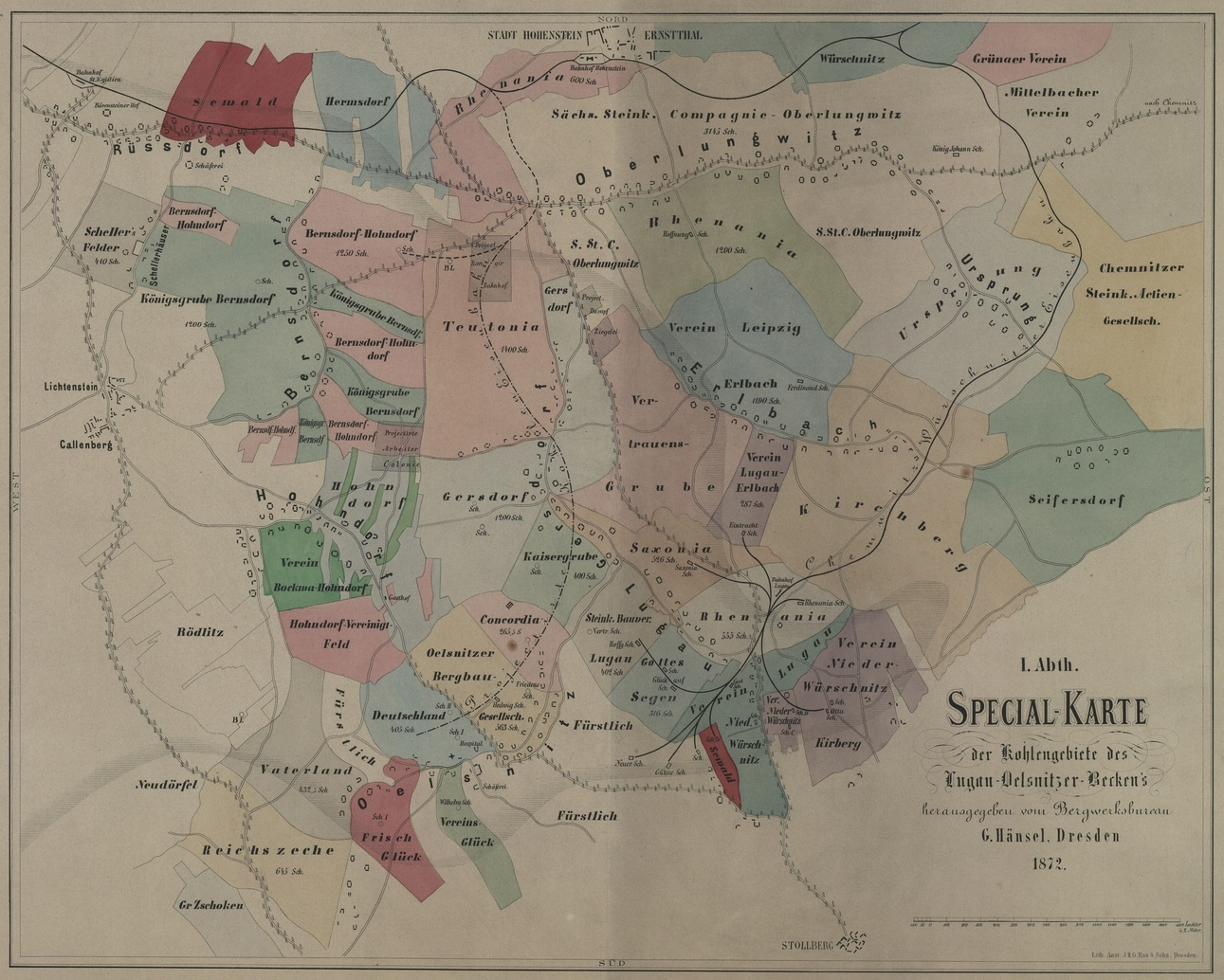
Gruben des Lugau-Oelsnitzer Beckens (um 1872)

Die Entstehungszeit der kohleführenden Schichten fällt in das Westfal C/D des Oberkarbon mit einem Alter von 305–308 Millionen Jahren. Ausgebildet sind 16 Flöze. Sie werden 4 Formationen zugeordnet. Fast über die gesamte Lagerstätte verbreitet waren das Grund-, das Haupt-, das Vertrauens- und das Glückauf Flöz. Die anderen Flöze waren nur stellenweise vertreten. Bebaut wurden alle Flöze bis zur Bauwürdigkeitsgrenze. Entdeckt wurden die Kohlen am Ausstrich der Flöze in Neuoelsnitz im Jahr 1831. Die durchgeführten Untersuchungen wurden allerdings 1835 eingestellt. Erst 1843 wurde erneut nach Kohlen geschürft und nach dem Auffinden von 3 Flözen der Abbau 1844 begonnen.
Zwischen 1843 und 1846 wurden 16 Gesellschaften gegründet und 3 Eigenlehner nahmen den Betrieb auf. 1846 waren 28 Schürfe und Schächte in Betrieb. Die für Investoren unsicheren Zeiten bedingten für 15 Unternehmungen ein schnelles Aus. Ab 1854 kam es wieder zu einem Aufschwung und es wurden bis 1860 weitere 16 Gesellschaften gegründet. Aber auch hier überlebten nur sechs Unternehmen die ersten 5 Jahre. Die Gründe für das Scheitern sind vielfältig. Ein Teil der Unternehmen teufte Schächte bis 700 Meter Teufe im flözleeren Raum, oder die aufgefundenen Flöze waren nicht bauwürdig. Initiiert wurde das durch geologische Gutachten. Erst nach dem Deutsch-Französischen Krieg und dem wirtschaftlichen Aufschwung fanden sich ab 1871 wieder Investoren zur Gründung neuer Bergbaugesellschaften. In den Jahren 1871/72 wurden 14 Gesellschaften gegründet. Aber auch hier gaben schon nach kurzer Zeit 7 Gesellschaften wieder auf. 1880 hatte sich die Lage konsolidiert und 14 Gesellschaften förderten 760.000 t Kohle. Nach weiteren Aufkäufen und Vereinigungen von Gesellschaften existierten 1908 nur noch 8 Bergbaubetriebe. In Folge der wirtschaftlichen Rezession nach dem Ersten Weltkrieg wurden weitere Gruben zusammengelegt und es entstanden 3 Großkonzerne. Im Jahr 1944 stellte der Steinkohlenbauverein Gersdorf den Betrieb wegen Erschöpfung der Vorräte ein. Die beiden verbleibenden Gruben wurden 1946 umbenannt. 1961 wurden die Schächte des VEB Steinkohlenwerk Deutschland stillgelegt und die Grube zusammen mit dem VEB Steinkohlenwerk Karl Liebknecht zum VEB Steinkohlenwerk Oelsnitz/Erzgeb. konsolidiert. Hier wurde am 11. März 1971 der letzte Hunt Kohle gefördert.
| Gesellschaft                                                                                             | Jahr der Gründung | Jahr der Einstellung | Ortschaft        | Bemerkungen                                               |
| --- | ----------------- | -------------------- | ---------------- | --------------------------------------------------------- |
| Bergbaugesellschaft Neue Westfalia Steinkohlenbauverein Saxonia                                          | 1855 1871         | 1870 1876            | Lugau            | ab 1876 zur Lugauer Bergbau-Gesellschaft Rhenania         |
| Franz Sewald & Genossen Steinkohlenwerk Morgensternzeche zu Niederwürschnitz                             | 1858 1902         | 1893 1905            | Niederwürschnitz | abgebaut                                                  |
| Fürstlich-Schönburgische Steinkohlenwerke                                                                | 1844              | 1894                 | Neu-Oelsnitz     | ab 1895 zum Steinkohlenbauverein Gottes Segen             |
| Lugau Niederwürschnitzer Steinkohlenbauverein Gewerkschaft Carlschacht                                   | 1845 1896         | 1895 1902            | Niederwürschnitz | ab 1903 zum Lugauer Steinkohlenbauverein                  |
| Lugauer Bergbau-Gesellschaft Rhenania                                                                    | 1856              | 1901                 | Lugau            | ab 1902 zum Lugauer Steinkohlenbauverein                  |
| Lugauer Steinkohlenbauverein                                                                             | 1869              | 1919                 | Lugau            | ab 1920 zum Steinkohlenbauverein Gottes Segen             |
| Niederwürschnitzer Steinkohlenbauverein                                                                  | 1852              | 1875                 | Niederwürschnitz | ab 1878 zum Rudolf Facius Steinkohlenwerk                 |
| Niederwürschnitz-Kirchberger Steinkohlen-Aktien-Verein Rudolf Facius Steinkohlenwerk                     | 1844 1878         | 1878 1879            | Niederwürschnitz | ab 1894 zum Lugau Niederwürschnitzer Steinkohlenbauverein |
| Oelsnitzer Bergbaugesellschaft                                                                           | 1856              | 1919                 | Oelsnitz         | ab 1920 zum Steinkohlenbauverein Deutschland              |
| Oelsnitzer Steinkohlenbauverein                                                                          | 1844              | 1852                 | Niederwürschnitz | ab 1852 zum Fürstlich-Schönburgische Steinkohlenwerk      |
| Steinkohlen-Aktiengesellschaft Bockwa-Hohndorf Steinkohlen-Aktiengesellschaft Vereinigt Feld in Hohndorf | 1872 1919         | 1919                 | Hohndorf         | ab 1920 zum Steinkohlenbauverein Gottes Segen             |
| Steinkohlenbauverein Concordia                                                                           | 1871              | 1908                 | Oelsnitz         | ab 1908 zum Steinkohlenbauverein Kaisergrube              |
| Steinkohlenbauverein Deutschland VEB Steinkohlenwerk Deutschland                                         | 1871 1946         | 1945 1966            | Oelsnitz         | abgebaut                                                  |
| Steinkohlenbauverein Gottes Segen VEB Steinkohlenwerk Karl Liebknecht                                    | 1856 1946         | 1908 1975            | Lugau            | abgebaut                                                  |
| Steinkohlenbauverein Hohndorf                                                                            | 1871              | 1919                 | Hohndorf         | ab 1920 zum Steinkohlenbauverein Deutschland              |
| Steinkohlenbauverein Gersdorf                                                                            | 1872              | 1944                 | Gersdorf         | abgebaut                                                  |
| Steinkohlenbauverein Kaisergrube                                                                         | 1871              | 1919                 | Lugau            | ab 1920 zum Steinkohlenbauverein Gottes Segen             |
| Steinkohlenwerk Vereinsglück zu Oelsnitz                                                                 | 1871              | 1907                 | Oelsnitz         | ab 1907 zum Steinkohlenbauverein Deutschland              |
| Zwickau-Lugauer Steinkohlenbauverein Lugauer Steinkohlenbauverein                                        | 1855 1869         | 1867 1919            | Lugau            | Konkurs ab 1920 zum Steinkohlenbauverein Gottes Segen     |

Gesellschaften mit Schachtteufen und Bohrversuchen im flözleeren Raum
| Gesellschaft                                               | Jahr der Gründung | Jahr der Einstellung | Ortschaft                | Bemerkungen                            |
| ---------------------------------------------------------- | ----------------- | -------------------- | ------------------------ | -------------------------------------- |
| Chemnitzer Steinkohlenbau-Gesellschaft                     | 1858              | 1864                 | Reichenbrand Leukersdorf | flözleer unbauwürdig                   |
| Chemnitzer Steinkohlenbau-Verein                           | 1849              | 1860                 | Oberlungwitz             | flözleer                               |
| Grünaer Steinkohlenbauverein                               | 1854              | 1859                 | Grüna                    | flözleer                               |
| Hohndorf-Bernsdorfer Steinkohlenbauverein                  | 1871              | 1876                 | Bernsdorf                | flözleer                               |
| Leipzig-Erlbacher Steinkohlenbauverein                     | 1855              | 1863                 | Kirchberg                | unbauwürdig                            |
| Lichtensteiner Bergbaugesellschaft                         | 1857              | 1860                 | Lichtenstein             | Betrieb nicht aufgenommen              |
| Lugau-Erlbacher-Steinkohlenbauverein                       | 1855              | 1861                 | Erlbach                  | flözleer                               |
| Mittelbacher Steinkohlenbauverein                          | 1859              | 1863                 | Mittelbach               | flözleer                               |
| Niedererzgebirgischer Bergbauverein Teutonia               | 1871              | 1878                 | Gersdorf Oberhermsdorf   | flözleer                               |
| Rödlitzer Steinkohlenbauverein                             | 1858              | 1862                 | Rödlitz                  | nach 740 m Teufe Karbon nicht erreicht |
| Sächsische Steinkohlen-Kompagnie                           | 1857              | 1864                 | Oberlungwitz             | flözleer                               |
| Steinkohlenbauverein Königsgrube                           | 1871              | 1876                 | Bernsdorf                | flözleer                               |
| Steinkohlenbauverein Montania                              | 1859              | 1866                 | Pfaffenhain Seifersdorf  | unbauwürdig                            |
| Steinkohlenbauverein Oelsnitzer Frisch Glück               | 1871              | 1876                 | Oelsnitz                 | unbauwürdig                            |
| Steinkohlenbauverein Reichszeche                           | 1871              | 1872                 | Oelsnitz                 | Teufe eingestellt                      |
| Steinkohlenbauverein Vaterlandsgrube                       | 1872              | 1875                 | Oelsnitz                 | Teufe eingestellt                      |
| Steinkohlenbauverein zum Steegenschacht                    | 1860              | 1872                 | Niederdorf               | flözleer                               |
| Steinkohlengesellschaft des großen Erzgebirgischen Bassins | 1845              | 1849                 | Oberlungwitz Rödlitz     | Karbon nicht erreicht                  |

### Döhlener Becken
| Flözbezeichnung | Mächtigkeit in m |
| --------------- | ---------------- |
| 1. Flöz         | 1,50–12,00       |
| 2. Flöz         | 0,40–1,40        |
| 3. Flöz         | 0,90–1,10        |
| 4. Flöz         | 0,20–1,50        |
| 5. Flöz         | 1,00–6,00        |
| 6. Flöz         | 1,10–2,50        |
| 7. Flöz         | 1,50             |

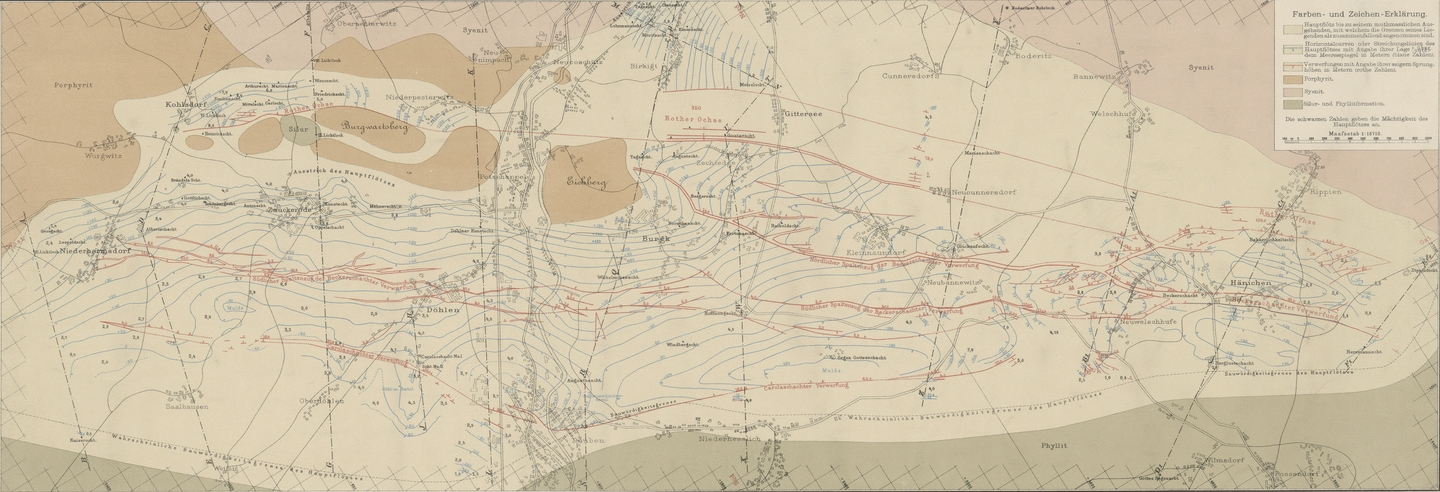
Geologische Karte des Steinkohlenbecken im Plauenschen Grund

Die Ablagerung der kohleführenden Schichten des Döhlener Beckens datiert in die Stufe des Sakmarium im Unterrotliegend bei einem Alter von 293 bis 295 Millionen Jahren. Ausgebildet sind sieben Flöze. Das 6. und 7. Flöz ist nur an den tiefsten Stellen des Beckens ausgebildet. Bauwürdig ist nur das 1. Flöz. Die anderen Flöze bestanden aus Brandschiefer und aschereichen Kohlen. Der Beginn des Bergbaus ist für das Jahr 1542 nachgewiesen. Im Revier gab es fünf große Montanunternehmen. Links der Weißeritz baute ab 1806 das Königliche Steinkohlenwerk Zauckerode.
Rechts der Weißeritz war das größte Bergbauunternehmen die Freiherrlich von Burgker Steinkohlenwerke von 1767 bis 1930, gefolgt von dem Hänichener Steinkohlenbauverein (1846–1906), dem Potschappler Aktienverein (1839–1881) und dem Gitterseer Steinkohlenbauverein (1836–1860). Daneben war eine ständig wechselnde Zahl von Kleinunternehmen aktiv. So waren im Jahr 1872 neben den aufgeführten Werken zehn weitere Kohlenwerke in Betrieb. Die Betriebsperioden erstreckten sich aber oft nur auf wenige Jahre. 1945 übernahm der VEB Steinkohlenwerk Freital das in Betrieb befindliche Grubenfeld links der Weißeritz. In der Folge wurde auf der Suche nach Restkohlenpfeilern auch der Betrieb des 1930 stillgelegten Grubenfeldes rechts der Weißeritz wieder aufgenommen. Im Dezember 1967 wurde der Steinkohlenbergbau nach Erschöpfung der Vorräte eingestellt. Es wird geschätzt, dass zwischen 1861 und 1967 etwa 40,2 Millionen Tonnen Kohle gefördert wurden.
Zwischen 1946 und 1955 wurde der Bergbau auf uranerzhaltige Kohle im Revier Heidenschanze durch die Wismut AG betrieben (Wismut Objekt 06/15/49). Von 1968 bis 1989 wurde der Abbau uranerzhaltigen Kohlen in den Revieren Gittersee und Bannewitz durch die SDAG Wismut als Bergbaubetrieb „Willi Agatz“ weitergeführt. Abgebaut wurde das 1., das 3., und das 5. Flöz. In diesen beiden Perioden wurden ca. 4,7 Millionen Tonnen Erzkohle für die Urangewinnung abgebaut.
| Gesellschaft                                                                  | Jahr der Gründung | Jahr der Einstellung | Ortschaft                                                                    | Bemerkungen                                        |
| ----------------------------------------------------------------------------- | ----------------- | -------------------- | ---------------------------------------------------------------------------- | -------------------------------------------------- |
| Dresden-Possendorfer Aktienverein                                             | 1858              | 1869                 | Possendorf                                                                   | eingestellt                                        |
| Freiherrlich von Burgker Steinkohlenwerke                                     | 1767              | 1930                 | Deuben Burgk Niederhäslich Kleinnaundorf Boderitz Bannewitz                  | eingestellt                                        |
| Gitterseer Steinkohlenbauverein                                               | 1836              | 1860                 | Gittersee Birkigt                                                            | abgebaut                                           |
| Golberoder-Dippoldiswalder Aktienverein                                       | 1857              | 1862                 | Golberode                                                                    | eingestellt                                        |
| Hänichener Steinkohlenbauverein                                               | 1846              | 1906                 | Hänichen Rippien Welschhufe Wilmsdorf                                        | abgebaut                                           |
| Kleinopitzer Steinkohlenbau Aktiengesellschaft                                | 1872              | 1879                 | Kleinopitz                                                                   | eingestellt                                        |
| Königliches Steinkohlenwerk Zauckerode Staatliches Steinkohlenwerk Zauckerode | 1806 1918         | 1918 1945            | Döhlen Niederhermsdorf Oberweißig Zauckerode                                 | ab 1945 VEB Steinkohlenwerk Freital                |
| Kurfürstliches Steinkohlenwerk Leopold Erbstolln                              | 1789              | 1805                 | Niederhermsdorf                                                              | 1805 zum Königlichen Steinkohlenwerk Zauckerode    |
| Schönbergische Kohlenwerke                                                    | 1769              | 1805                 | Zauckerode Döhlen                                                            | 1805 zum Königlichen Steinkohlenwerk Zauckerode    |
| Potschappler Aktienverein                                                     | 1836              | 1878                 | Burgk Birkigt Potschappel                                                    | abgebaut                                           |
| Steinkohlenwerk Brendel                                                       | 1574              | 1882                 | Wurgwitz                                                                     | abgebaut                                           |
| Steinkohlenwerk Claus                                                         | 1726              | 1844                 | Kohlsdorf                                                                    | 1844 zu Freiherrlich von Burgker Steinkohlenwerken |
| Steinkohlenwerk Coschütz                                                      | 1828              | 1850                 | Coschütz                                                                     | 1850 zum Gitterseer Steinkohlenbauverein           |
| Steinkohlenwerk Moritz Ferdinand Schönberg                                    | 1866              | 1900                 | Zauckerode                                                                   | eingestellt                                        |
| Steinkohlenwerk von Thümen                                                    | 1820              | 1847                 | Pesterwitz                                                                   | 1847 zu Freiherrlich von Burgker Steinkohlenwerken |
| VEB Steinkohlenwerk Freital                                                   | 1945              | 1967                 | Döhlen Niederhermsdorf Zauckerode Coschütz Burgk Birkigt Gittersee Bannewitz | abgebaut                                           |
| Wismut AG, Objekt 06/15/49                                                    | 1947              | 1955                 | Coschütz Burgk Birkigt Gittersee                                             | eingestellt                                        |
| Bergbaubetrieb „Willi Agatz“ der SDAG Wismut                                  | 1968              | 1989                 | Bannewitz Burgk Birkigt Gittersee                                            | eingestellt                                        |

Die Ortschaften mit Kohlegewinnung erstrecken sich auf das Gebiet der heutigen Städte und Gemeinden Dresden, Freital und Bannewitz.

### Hainichen-Berthelsdorf
| Neu-Glück Flöze | hangendes Flöz | 0,40–1,20 m mächtig |
| Neu-Glück Flöze | liegendes Flöz | 0,10–0,20 m mächtig |
| Gerichtsflöze   | hangendes Flöz | 0,40–0,60 m mächtig |
| Gerichtsflöze   | Hauptflöz      | 0,40–0,80 m mächtig |
| Gerichtsflöze   | unteres Flöz   | 0,50–0,80 m mächtig |
| Neue Flöze      | oberstes Flöz  | 0,40–1,10 m mächtig |
| Neue Flöze      | mittleres Flöz | 0,40–0,50 m mächtig |
| Neue Flöze      | niederes Flöz  | 0,40–1,10 m mächtig |

Das Becken ist die nordöstliche Verlängerung des Borna-Ebersdorfer Beckens. Die Entstehungszeit der Kohlen des Beckens fällt in das Viséum III des Unterkarbon mit einem Alter von 328–332 Millionen Jahren. Ausgebildet sind acht Flöze. Die Flöze haben im Südwestteil der Mulde die größte Mächtigkeit und keilen Richtung Nordosten zunehmend aus. Ihr Einfallen beträgt zwischen 50 und 70°. Ab 1705 sind die ersten Bergbauversuche in Hainichen dokumentiert. Bis 1855 wurden mehrere Versuche zum Abbau von Steinkohle unternommen. Ausgebildet war nur ein Flöz mit einer Mächtigkeit von 20–30 cm. Zwischen 1838 und 1840 wurden 95,8 Tonnen Kohle gefördert. Weitere Zahlen sind nicht bekannt.
In Cunnersdorf wurde von 1767 bis 1844 sporadisch nach Steinkohle gesucht. 1790 fuhr man ein Flöz mit einer Mächtigkeit von 20 bis 40 cm Mächtigkeit an.
In den Jahren 1872/73 wurde in Ottendorf ein Schacht geteuft. Man fand aber nur ein 15 cm mächtiges Flöz.
In Berthelsdorf wurde der Bergbau erstmals 1705 erwähnte. Zwischen 1789 und 1861 wurde durchgängig Bergbau betrieben. Am erfolgreichsten war Adolf Gottlieb Fiedler dessen Unternehmen zwischen 1803 und 1852 etwa 100.000 t Kohle förderte. Letztmals wurde zwischen 1897 und 1905 versucht den Steinkohlenbau wieder aufzunehmen.
Ab 1946 wurde das Becken von der Sächsische Steinkohlenwerk GmbH Oelsnitz mit mehreren Bohrungen auf eventuell vorhandene Kohlevorräte untersucht. Die Arbeiten wurden 1948 ergebnislos abgebrochen.
Zwischen 1972 und 1976 wurde das Gebiet von der SDAG Wismut untersucht und das Uranvorkommen Berthelsdorf entdeckt.
| Gesellschaft                                   | Jahr der Gründung | Jahr der Einstellung | Ortschaft   | Bemerkungen |
| ---------------------------------------------- | ----------------- | -------------------- | ----------- | ----------- |
| Friedrich Alexander von Schönberg              | 1789              | 1790                 | Hainichen   | eingestellt |
| Friedrich August Bernhard                      | 1820              | 1829                 | Hainichen   | eingestellt |
| Steinkohlenbau-Verein in Haynichen             | 1838              | 1844                 | Hainichen   | eingestellt |
| Actien-Steinkohlenbau-Verein                   | 1845              | 1849                 | Hainichen   | eingestellt |
| Haynichener Steinkohlenbau-Verein              | 1849              | 1855                 | Hainichen   | eingestellt |
| August Carl Friedrich Freiherrn von Schirnding | 1789              | 1795                 | Bertelsdorf | eingestellt |
| Detlev Carl von Einsiedel                      | 1795              | 1804                 | Bertelsdorf | eingestellt |
| Adolph Gottlob Fiedler                         | 1804              | 1853                 | Bertelsdorf | eingestellt |
| Johann Friedrich Kuntze                        | 1853              | 1857                 | Bertelsdorf | eingestellt |
| Berthelsdorfer Steinkohlenbergbau-Verein       | 1858              | 1861                 | Bertelsdorf | eingestellt |
| Steinkohlenbau-Gewerkschaft Gottes Segen       | 1897              | 1905                 | Bertelsdorf | eingestellt |
| Meding und Genossen                            | 1839              | 1844                 | Cunnersdorf | eingestellt |

### Borna-Ebersdorf
| Flözbezeichnung | Mächtigkeit in m |
| --------------- | ---------------- |
| 1. Flöz         | 0,60–0,85        |
| 2. Flöz         | 0,85–2,00        |
| 3. Flöz         | 0,40–0,75        |
| 4. Flöz         | 0,60–0,85        |
| 5. Flöz         | 0,15–0,20        |

Die Entstehungszeit der Kohlen des Beckens fällt in das Viséum III des Unterkarbon mit einem Alter von 328–332 Millionen Jahren. Ausgebildet sind fünf Flöze. Die Flöze haben nur im Bereich von Ebersdorf bauwürdige Mächtigkeiten erreicht. Ihr Einfallen beträgt zwischen 40 und 70°. Einen ersten Hinweis auf die Kohlen gibt es 1511. Erste nachgewiesene Bergbauversuche gibt es 1701 und 1710 bis 1713. Erst 1816 begann der Abbau der Kohle. Abgebaut wurden anfänglich das 2., 3. und 4. Flöz. Später beschränkte sich der Abbau auf das 2. und 3. Flöz. Die Förderung soll im Durchschnitt 4,5 Tonnen Kohle/Tag erreicht haben. Demzufolge wurden ca. 68.000 Tonnen Kohle abgebaut.
| Gesellschaft                                               | Jahr der Gründung | Jahr der Einstellung | Ortschaft | Bemerkungen |
| ---------------------------------------------------------- | ----------------- | -------------------- | --------- | ----------- |
| Gräflich Vitzthumsches Steinkohlenwerk Friedrichs Hoffnung | 1816              | 1865                 | Ebersdorf | eingestellt |
| Chemnitzer Steinkohlenbauverein                            | 1838              | 1843                 | Glösa     | unbauwürdig |

Weitere Bauversuche gab es in den Ortschaften Borna, Frankenberg und Ortelsdorf.

### Flöha
| untere Karbonstufe | 1. Flöz | 0,40–0,85 m mächtig |
| obere Karbonstufe  | 1. Flöz | 0,15–0,45 m mächtig |
| obere Karbonstufe  | 2. Flöz | 0,15–0,30 m mächtig |
| obere Karbonstufe  | 3. Flöz | 0,38–0,42 m mächtig |
| obere Karbonstufe  | 4. Flöz | 0,22–0,24 m mächtig |

Die Entstehungszeit der Kohlen des Beckens fällt in das Westfal B/C des Oberkarbon mit einem Alter von 309–312 Millionen Jahren. Im Becken sind zwei Schichtenfolgen des Karbon abgelagert. Die untere Stufe ist im gesamten Becken verbreitet und führt ein Flöz. Die obere Stufe wird durch die Zschopau und die Flöha in einen nördlichen und in einen südlichen Teil getrennt. Ausgebildet sind zwei bis vier Flöze. Die Flöze sind nicht sehr aushaltend. Oft sind nur zwei Flöze vorhanden. Einige Flöze führten anthrazitische Kohle mit Kohlenstoffgehalten bis 87 Prozent. Die anderen vertretenen Kohletypen hatten oft sehr hohe Aschegehalte von 43 bis 66 Prozent. Der erste Bergbauversuch ist 1700 dokumentiert. Weitere Versuche gab es 1713, 1741, 1761 und 1770. Erst 1802 begann dann der Bergbau. Bis zur Einstellung des Bergbaus im Jahr 1881 wurden ca. 110.000 Tonnen Kohle gefördert.
| Gesellschaft                                                                                           | Jahr der Gründung   | Jahr der Einstellung | Ortschaft          | Bemerkungen              |
| --- | ------------------- | -------------------- | ------------------ | ------------------------ |
| Carl Friedrich Schaal Johann Georg Eichler                                                             | 1834 1848           | 1848 1860            | Altenhain          | eingestellt              |
| Fischer & Co. Altenhainer Steinkohlenbau Gesellschaft                                                  | 1858 1859           | 1859 1863            | Altenhain          | eingestellt              |
| Johann Georg Schippan Christian Friedrich Zießler Carl Gottlob Morgenstern Christian Friedrich Zießler | 1802 1850 1862 1869 | 1850 1862 1867 1872  | Gückelsberg        | eingestellt              |
| Johann Gottfried Pötzsch Carl Adolph Kögel                                                             | 1812 1818           | 1815 1830            | Flöha              | eingestellt              |
| Johann Gottfried Pötzsch Carl Gottlieb Kieber Schumann                                                 | 1815 1819 1853      | 1819 1853 1863       | Flöha              | eingestellt              |
| Moritz Schippan Carl Gottlob Fink Schumann                                                             | 1837 1845 1861      | 1845 1857 1865       | Flöha              | eingestellt              |
| Johann Gottfried Pötzsch Carl David Anke                                                               | 1818 1836           | 1835 1853            | Flöha              | eingestellt              |
| Adolph Gottlob Fiedler Christian Friedrich Hesse                                                       | 1838 1853           | 1852 1881            | Pfarrwald (Flöha)  | eingestellt              |
| Johann Gottfried Pötzsch Heinrich Christian Thümer                                                     | 1835 1849           | 1849 1850            | Struthwald (Flöha) | eingestellt              |
| Glück Auf Flöha                                                                                        | 1908                | 1910                 | Flöha              | kein Betrieb aufgenommen |

### Chemnitzer Becken
| Leukersdorf- Formation | Rottluff-Horizont      | Flöze bis 0,70 m mächtig |
| Planitz- Formation     | Niederplanitz-Horizont | kleine Flözchen          |
| Härtensdorf- Formation | wildes Kohlengebirge   | kleine Flözchen          |

Die Entstehungszeit der Kohlen fällt in das untere und mittlere Rotliegende mit einem Alter von 290–295 Millionen Jahren. Im Becken sind drei Schichtenfolgen abgelagert. Die größte Ausdehnung hat die Härtensdorf Formation. In ihr treten flächenmäßig eng begrenzte kleine Kohleflözchen auf, das „Wilde Kohlengebirge“. Die Niederplanitz Horizont der Niederplanitz Formation ist auf den Bereich Zwickau/Werdau beschränkt. Der Rottluff Horizont der Leukersdorf Formation findet sich dagegen nur im Bereich Chemnitz/Hohenstein-Ernstthal. Vor allem die im Rottluff Horizont auftretenden geringmächtigen Flöze sind aushaltender. Entdeckt wurden sie 1720 in Hohenstein-Ernstthal. In Verkennung der Stratigraphie sah man in diesen Flözen das Ausgehende des Zwickauer Karbons. Damit waren diese Flöze zeitweise Ziel des Bergbaus. Bauversuche mit teilweise mehrere hundert Meter tiefen Schächten fanden zwischen 1850 und 1870 statt. Zu einem Abbau ist es nicht gekommen. Nur im Beharrlichkeitsschacht des Grünaer Steinkohlenbauvereins wurde das dort aus sechs Kohlelagen mit einer Gesamtmächtigkeit von 71 Zentimetern bestehende Flöz versuchsweise bebaut.
Ortschaften mit Schachtbauversuchen und Kohlefunden
- Oberlungwitz
- Grüna
- Reichenbrand
- Altchemnitz
- Markersdorf
- Rottluff

### Olbernhau-Brandau (Brandov)
| Flözbezeichnung | Mächtigkeit in m |
| --------------- | ---------------- |
| 1. Flöz         |                  |
| 2. Flöz         | 1,75–2,00        |
| 3. Flöz         |                  |
| 4. Flöz         | 0,05–0,50        |

Die Entstehungszeit der Kohlen fällt in das Westfal B/C des Oberkarbon mit einem Alter von 309–312 Millionen Jahren. Ausgebildet sind bis vier Flöze. Bergbau fand zwischen 1853 und 1924 statt. Abgebaut wurde nur über zwei Schächte in Brandau. Aufbereitet wurde die Kohle in Olbernhau.
| Gesellschaft                                                 | Jahr der Gründung | Jahr der Einstellung | Ortschaft | Bemerkungen |
| ------------------------------------------------------------ | ----------------- | -------------------- | --------- | ----------- |
| Gabriela Zeche Olbernhauer Anthrazitwerke Johannes Schlutius | 1854 1893         | 1893 1924            | Brandau   | abgebaut    |

### Rehefeld-Zaunhaus
| Flözbezeichnung | Mächtigkeit in m |
| --------------- | ---------------- |
| 1. Flöz         | 0,40             |
| 2. Flöz         | 0,70–1,00        |
| 3. Flöz         | 0,60–0,80        |

Im Bereich Rehefeld-Zaunhaus gibt es zwei Kleinstvorkommen anthrazitischer Kohle, die zum Schönfelder Karbongebiet gehören. Im Jahr 1836 fand man auf dem Brandberg eine nur 2500 m2 große Karbonmulde mit fünf 11 bis 23 cm starken Flözen. In einem Versuchsabbau 1846 wurden hier 65,5 Tonnen Kohle gefördert. Das zweite unterhalb liegende Vorkommen wurde ab 1848 abgebaut. Bis 1877 wurden hier 1.672 Tonnen Kohle gefördert.
| Gesellschaft                       | Jahr der Gründung | Jahr der Einstellung | Ortschaft         | Bemerkungen |
| ---------------------------------- | ----------------- | -------------------- | ----------------- | ----------- |
| Königlich Sächsischer Staatsfiscus | 1846              | 1877                 | Rehefeld-Zaunhaus | eingestellt |

### Schönfeld
| Flözbezeichnung | Mächtigkeit in m |
| --------------- | ---------------- |
| Römerflöz       | 0,50–1,00        |
| Walterflöz      | 0,10–0,25        |
| Hauptflöz       | 0,40–2,00        |
| Jacobflöz       | 0,50–3,00        |

Die Entstehungszeit der Kohlen fällt in das Westfal B/C des Oberkarbon mit einem Alter von 309–312 Millionen Jahren. Ausgebildet sind vier Flöze. Bauwürdig waren nur das Haupt- und das Jacobflöz. Aufgrund ihres hohen Kohlenstoffgehaltes (86 Prozent) wurde die Kohle als Anthrazit bezeichnet. Als Beginn des Bergbaus wird das Jahr 1761 genannt. Betrieben wurde der Abbau als Communbergbau mit immer wieder jahrelangem Stillstand. 1799 kaufte die Gewerkschaft des Zwitterstocks zu Altenberg die Grube. Ab 1870 gehörte sie dem Staat. Von 1868 bis zur Einstellung des Bergbaus 1937 wurden 10.387 Tonnen Kohle gefördert.
| Gesellschaft                                                                   | Jahr der Gründung | Jahr der Einstellung | Ortschaft | Bemerkungen |
| ------------------------------------------------------------------------------ | ----------------- | -------------------- | --------- | ----------- |
| Gewerkschaft des Zwitterstocks zu Altenberg Königlich Sächsischer Staatsfiscus | 1799 1870         | 1870 1897            | Schönfeld | eingestellt |
| Anthrazitwerk Glück Auf                                                        | 1921              | 1937                 | Schönfeld | eingestellt |

### Oschatz
| Flözbezeichnung | Mächtigkeit in m |
| --------------- | ---------------- |
| 1. Flöz         | 1,40             |
| 2. Flöz         | 0,40             |
| 3. Flöz         | 1,20             |
| 4. Flöz         | 0,60             |
| 5. Flöz         | 0,40             |
| 6. Flöz         | 5,20             |
| 7. Flöz         | 2,80             |
| 8. Flöz         | 0,40             |

Die Entstehungszeit der Kohlen fällt in das Untere Rotliegende mit einem Alter von 288–292 Millionen Jahren. Ausgebildet sind acht Flöze. Die Kohle war nicht bauwürdig. Aufgrund des sehr hohen Aschegehaltes von 65,70 Prozent wurde sie als Brandschiefer bezeichnet. 1789 versuchte man mit zwei Schächten vergeblich die Kohle führenden Schichten aufzuschließen. 1791 soll mit einem 15 Meter tiefen Schacht gute Kohle erreicht worden sein. Zwischen 1805 und 1846 durchgeführte Bohrungen und Schachtteufen trafen auf keine Kohle. Erst 1847 fand man mit einem Querschlag eines 23 tiefen Schachtes in einem 30 Meter mächtigen Intervall die 8 Flöze mit einer Gesamtmächtigkeit von 12,50 Metern. In einer Probeförderung wurden 53,4 Tonnen Kohle abgebaut. Die über dem Rotliegenden liegenden diluvialen Sande sorgten für einen hohen Grundwasserstand, der im Schacht nicht beherrschbar war. Auch zwei weitere 1849 und 1851 geteufte Schächte mussten deshalb aufgegeben werden. Zwischen 1938 und 1944 untersuchte die Staatliche Lagerstättenforschungsstelle des Oberbergamtes Freiberg noch einmal das Vorkommen.
Die Bauversuche erstreckten sich auf das Gebiet der südwestlich von Oschatz liegenden Dörfer Saalhausen, Limbach, Thalheim und Kreischa.

## Braunkohle
Der Beginn des Braunkohlenbergbaus ist für das Jahr 1382 nachgewiesen. Erst im 19. Jahrhundert wurde sie dann zu einem wichtigen Faktor bei der Versorgung der Industrie und der Bevölkerung mit Brennmaterial und bei der Stromerzeugung. Nach der Förderung im Tiefbau begann am Ende des 19. Jahrhunderts die Förderung in immer größeren Tagebauen. Die Braunkohle war in der DDR das Rückgrat der Energieerzeugung. 1986 wurden in den beiden großen Revieren, Lausitz und Mitteldeutschland, 312 Millionen Tonnen Braunkohle gefördert. 2016 betrug die Förderung noch 76 Millionen Tonnen, davon 40 Millionen Tonnen in Sachsen.

### Zittau-Turów Becken
3 Flöze mit bis zu 43 Flözbänken und einer maximalen Mächtigkeit der Kohle von 140 Metern. Während das tiefste Flöz zum Unter Oligozän (Rupelium) mit einem Alter von 30 Millionen Jahren zählt, entstanden die beiden Hauptflöze im Zeitraum Unter Miozän (Aquitanium) mit einem Alter von 22 Millionen Jahren bis zum Mittel Miozän (Langhium) mit einem Alter von 15 Millionen Jahren.
Die erste Erwähnung stammt von 1642/43. Der Abbau begann ab 1734. Die ursprünglichen Kohlevorräte des Beckens betrugen 2,5 Milliarden Tonnen Kohle. Davon liegen ca. 50 Prozent auf polnischem Gebiet. Hier wurden im Tagebau Turów seit 1947 etwa 905 Millionen Tonnen Kohle gefördert. Getrennt durch die Neiße entwickelten sich zwei Abbaugebiete. Im heute polnischen Teil, bis 1945 zu Sachsen gehörenden Gebiet, wurden zwischen 1868 und 1941 ca. 56,3 Millionen Tonnen Kohle gefördert. Im sächsischen Teil des Gebietes wurden von 1868 bis 1938 ca. 9,7 Millionen Tonnen Kohle gefördert.
- Tagebau Olbersdorf

Der Tagebau liegt südlich des Stadtgebietes von Zittau. Der Betrieb erfolgte zwischen 1910 und 1991. Nach der zwangsweisen Einstellung der Förderung 1938, ging der Tagebau 1947 wieder in Betrieb. Gefördert wurden bis 1938 2,4 Millionen Tonnen Kohle. In der zweiten Betriebsphase bis 1991 wurden 18,9 Millionen Tonnen Kohle gefördert.
- Tagebau Zittau Süd

Der geplante Tagebau schließt sich südöstlich an den Tagebau Olbersdorf an. Der Betrieb sollte von 1992 bis 2017 erfolgen. Die Vorräte betragen 396 Millionen Tonnen Kohle. Die Planungen wurden 1990/91 eingestellt.
- Tagebau Zittau Nord

Der geplante Tagebau liegt nördlich des Stadtgebietes von Zittau. Der Betrieb sollte von 2013 bis 2036 erfolgen. Die Vorräte betragen 480 Millionen Tonnen Kohle. Die Planungen wurden 1990/91 eingestellt.
- Tagebau Zittau Stadt

Der geplante Tagebau umfasste das Stadtgebiet von Zittau. Die Vorräte betragen 335 Millionen Tonnen Kohle. Die Planungen wurden schon in der Anfangsphase verworfen.
10 Kilometer westlich von Zittau im Gebiet von Großschönau finden sich Reste der Zittauer Flöze.
10 Kilometer nordwestlich von Zittau liegt das Oderwitzer Teilbecken. Ausgebildet sind hier zwei schwache Flöze der Zittauer Formation. Das obere drei Meter mächtige Flöz wurde 1853 mit einem Schacht untersucht. Aufgrund der schlechten Kohlequalität wurde der Abbau nicht aufgenommen.
11 Kilometer westlich von Zittau zwischen Seifhennersdorf und Varnsdorf fanden zwischen 1837 und 1856 auf dem hier stellenweise vorhandenen tiefsten Flözhorizont des Zittauer Beckens Abbauversuche statt. Nachgewiesen sind drei Flöze mit einer Mächtigkeit von vier Metern.
| Gesellschaft                                                                                      | erste Nennung in den Jahrbüchern/Jahr der Gründung | Jahr der Einstellung | Ortschaft             | Bemerkungen                                                                      |
| ------------------------------------------------------------------------------------------------- | -------------------------------------------------- | -------------------- | --------------------- | -------------------------------------------------------------------------------- |
| Braunkohlenwerk E. Bartel Braunkohlengewerkschaft-Saxonia-Alt-Hartau                              | 1868 1891                                          | 1891 1901            | Alt-Hartau            | eingestellt                                                                      |
| Braunkohlenwerk K.A. Gerlach Braunkohlenwerk Schlösschen                                          | 1868 1874                                          | 1873 1877            | Eckartsberg           | eingestellt                                                                      |
| Braunkohlenwerk K.A. Gerlach                                                                      | 1879                                               | 1903                 | Olbersdorf            | eingestellt                                                                      |
| Braunkohlenwerk Germania                                                                          | 1891                                               | 1918                 | Olbersdorf Zittau     | ab 1918 zum Staatlichen Braunkohlenwerk Hirschfelde                              |
| Braunkohlenwerk Gottes Segen                                                                      | 1879                                               | 1918                 | Olbersdorf            | ab 1918 zum Staatlichen Braunkohlenwerk Hirschfelde                              |
| Braunkohlenwerk Radisch und Wagner Braunkohlenwerk Glück Auf Braunkohlenwerk Vereinigtes Glückauf | 1868 1871 1886                                     | 1871 1885 1894       | Eckartsberg Hasenberg | eingestellt                                                                      |
| Braunkohlenwerk Glück Auf Tagebau Olbersdorf                                                      | 1908 1947                                          | 1938 1991            | Olbersdorf            | ab 1938 zur Aktiengesellschaft Sächsische Werke und 1938 stillgelegt eingestellt |
| Braunkohlenwerk Concordia                                                                         | 1887                                               | 1893                 | Zittau                | eingestellt                                                                      |
| Braunkohlenwerk Kaltenstein                                                                       | 1896                                               | 1912                 | Olbersdorf            | eingestellt                                                                      |
| Braunkohlenwerk E. Neumann Zittauer Gruben                                                        | 1872 1882                                          | 1881 1885            | Hasenberg             | ab 1885 zum Braunkohlenwerk Glück Auf                                            |
| Reichenberger Kohlenbauverein                                                                     | 1868                                               | 1917                 | Hartau Eckartsberg    | ab 1918 zum Staatlichen Braunkohlenwerk Hirschfelde                              |
| Braunkohlenwerk G.A. Schubert                                                                     | 1868                                               | 1894                 | Olbersdorf            | eingestellt                                                                      |
| Braunkohlengrube Solidarität                                                                      | 1947                                               | 1953                 | Hartau                | eingestellt                                                                      |

Gesellschaften auf heutigem polnischen Gebiet
| Gesellschaft | erste Nennung in den Jahrbüchern/Jahr der Gründung | Jahr der Einstellung           | Ortschaft                     | Bemerkungen                                         |
| --- | -------------------------------------------------- | ------------------------------ | ----------------------------- | --------------------------------------------------- |
| Braunkohlenwerk G. Bischoff | 1868                                               | 1893                           | Türchau (Turoszów)            | eingestellt                                         |
| Braunkohlenwerk R.E. Bührdel | 1892                                               | 1910                           | Reichenau (Bogatynia)         | eingestellt                                         |
| Braunkohlenwerk E.R. Burgkhardt | 1868                                               | 1893                           | Gießmannsdorf (Gościszów)     | eingestellt                                         |
| Braunkohlenwerk CH.G. Burgkhardt | 1871                                               | 1878                           | Türchau (Turoszów)            | eingestellt                                         |
| Braunkohlenwerk E.R. Burgkhardt Braunkohlengewerkschaft Gießmannsdorf                                                                                           | 1890 1905                                          | 1903 1909                      | Seitendorf (Zatonie)          | eingestellt                                         |
| Braunkohlenwerk A. Ebermann | 1869                                               | 1895                           | Seitendorf (Zatonie)          | eingestellt                                         |
| Braunkohlenwerk J. Ebermann | 1868                                               | 1917                           | Seitendorf (Zatonie)          | eingestellt                                         |
| Braunkohlenwerk E.R. Friedrich | 1908                                               | 1925                           | Reichenau (Bogatynia)         | eingestellt                                         |
| Braunkohlenwerk Glückauf | 1900                                               | 1912                           | Reichenau (Bogatynia)         | eingestellt                                         |
| Braunkohlenwerk Gute Hoffnung | 1868 1908                                          | 1890 1915                      | Zittel (Pasternik)            | eingestellt                                         |
| Braunkohlenwerk E.G. Heidrich | 1868                                               | 1917                           | Türchau (Turoszów)            | eingestellt                                         |
| Braunkohlenwerk E.L. Heidrich Braunkohlen Aktiengesellschaft Herkules Staatliches Braunkohlenwerk Hirschfelde Aktiengesellschaft Sächsische Werke Tagebau Turów | 1904 1906 1916 1923 1947                           | 1906 1916 1923 1946 in Betrieb | Türchau (Turoszów)            | in Betrieb                                          |
| Braunkohlenwerk O.J. Hennig | 1872                                               | 1895                           | Türchau (Turoszów)            | eingestellt                                         |
| Braunkohlenwerk Hilfe Gottes | 1876                                               | 1897                           | Gießmannsdorf (Gościszów)     | eingestellt                                         |
| Braunkohlenwerk Johannes | 1876                                               | 1895                           | Bad Oppelsdorf (Opolno Zdrój) | eingestellt                                         |
| Braunkohlenwerk F.W. Kober Hirschfelder Braunkohlen- und Brikettwerke                                                                                           | 1895 1905                                          | 1904 1910                      | Seitendorf (Zatonie)          | ab 1910 zur Braunkohlen Aktiengesellschaft Herkules |
| Braunkohlenwerk O.R. Krusche | 1896                                               | 1911                           | Reichenau (Bogatynia)         | eingestellt                                         |
| Braunkohlenwerk C.A. Posselt | 1868                                               | 1907                           | Türchau (Turoszów)            | ab 1907 zur Braunkohlen Aktiengesellschaft Herkules |
| Braunkohlenwerk C.G. Posselt | 1868                                               | 1906                           | Türchau (Turoszów)            | ab 1906 zur Braunkohlen Aktiengesellschaft Herkules |
| Braunkohlenwerk J. Posselt | 1882                                               | 1916                           | Türchau (Turoszów)            | eingestellt                                         |
| Braunkohlenwerk C.F. Posselt | 1886                                               | 1912                           | Türchau (Turoszów)            | eingestellt                                         |
| Braunkohlenwerk J.A. Scholz | 1872                                               | 1882                           | Seitendorf (Zatonie)          | eingestellt                                         |
| Braunkohlenwerk Th. Scholz | 1879                                               | 1895                           | Türchau (Turoszów)            | eingestellt                                         |
| Braunkohlenwerk W.R. Scholz | 1883                                               | 1925                           | Reichenau (Bogatynia)         | eingestellt                                         |
| Braunkohlenwerk E.E. Scholz | 1887                                               | 1914                           | Reichenau (Bogatynia)         | eingestellt                                         |
| Braunkohlenwerk J.G. Schröter | 1868                                               | 1885                           | Bad Oppelsdorf (Opolno Zdrój) | eingestellt                                         |
| Braunkohlenwerk Seifert und Rolle | 1895                                               | 1926                           | Reichenau (Bogatynia)         | eingestellt                                         |
| Braunkohlenwerk J. Weichenhain | 1877                                               | 1924                           | Seitendorf (Zatonie)          | ab 1924 zur Aktiengesellschaft Sächsische Werke     |

### Berzdorfer Becken
13 Flöze, wobei das erste Flöz aus fünf Flözbänken besteht. Die maximale Mächtigkeit der Kohle beträgt 110 Meter. Die Flöze entstanden im Zeitraum Unter Miozän (Aquitanium) mit einem Alter von 22 Millionen Jahren bis zum Mittel Miozän (Langhium) mit einem Alter von 15 Millionen Jahren.
Die erste Erwähnung stammt von 1730 in Tauchritz. 1835 wurde der untertägige Abbau aufgenommen. Die ursprünglichen Kohlevorräte des Beckens betrugen 880 Millionen Tonnen Kohle. Die Kohlevorräte des auf heutigem polnischem Gebiet (Woiwodschaft Niederschlesien) liegenden Teils des Beckens betragen 503 Millionen Tonnen. Ein Abbau hat hier in einem geringen Umfang bei Wanscha (Spytków) und Reutnitz (Ręczyn) stattgefunden. Zwischen 1868 und 1905 wurden hier ca. 35.000 t Kohle gefördert. Auf sächsischem Gebiet wurden zwischen 1868 und 1927 ca. 1,15 Millionen Tonnen Kohle gefördert.
- Tagebau Berzdorf

Der Tagebau liegt südlich des Stadtgebietes von Görlitz. Der Betrieb erfolgte zwischen 1919 und 1997. Nach der zwangsweisen Einstellung der Förderung 1927, ging der Tagebau 1946 wieder in Betrieb. Gefördert wurden bis 1927 ca. 550.000 Tonnen Kohle. In der zweiten Betriebsphase bis 1997 wurden 318 Millionen Tonnen Kohle gefördert. Die Restvorräte betragen 60 Millionen Tonnen Kohle.
| Gesellschaft | erste Nennung in den Jahrbüchern/Jahr der Gründung | Jahr der Einstellung     | Ortschaft              | Bemerkungen                                                                      |
| --- | -------------------------------------------------- | ------------------------ | ---------------------- | -------------------------------------------------------------------------------- |
| Braunkohlenwerk J.T. Roitzsch | 1868                                               | 1886                     | Reutnitz (Ręczyn)      | eingestellt                                                                      |
| Braunkohlenwerk E. Geißler Hoffnung Gottes Braunkohlenwerk der Stadt Dresden Deutsche Bergbau-Aktiengesellschaft/Berzdorf Braunkohlenwerk Berzdorf GmbH Tagebau Berzdorf | 1868 1870 1916 1922 1946                           | 1869 1915 1922 1925 1997 | Berzdorf auf dem Eigen | ab 1925 zur Aktiengesellschaft Sächsische Werke und 1927 stillgelegt eingestellt |
| Braunkohlenwerk J. Nöh Reutnitzer Kohlenwerke Grube Kurfürst von Sachsen                                                                                                 | 1897 1902 1904                                     | 1902 1904 1905           | Reutnitz (Ręczyn)      | eingestellt                                                                      |

### Revier Niederlausitz
Im Revier werden sieben Flözhorizonte ausgehalten. Die Entstehungszeit der Kohlen beginnt im Mittel Eozän (Bartonium) vor 38 Millionen Jahren mit den Nichtewitzer Schichten und endet im Mittel Miozän (Serravallium) vor 12 Millionen Jahren mit der Ober Brieske Formation. Während die unteren drei Flözhorizonte nur als kleine Inseln regional vertreten sind, sind die oberen vier Flözhorizonte im gesamten Revier verbreitet. Für den Abbau interessant war im 19. und Anfang des 20. Jahrhunderts die oberste Flözformation, das 1. Lausitzer Flöz. Seitdem konzentriert sich der Bergbau auf den zweiten Flözhorizont mit dem 2. Lausitzer Flöz. Bis auf kleinste Gebiete, gehörte das Braunkohlerevier von 1815 bis 1945 zum Land Preußen. Erst nach der neuen Grenzziehung 1945 kamen die südlichen Teile der Lagerstätte wieder zum Land Sachsen. Ein Großteil der Lagerstätte befindet sich in einem eiszeitlichen Urstromtal. Aufgrund der hier sehr hohen Grundwasserstände, die mit den damaligen technischen Mitteln nicht beherrschbar waren, begann der Bergbau hier erst Ende des 19., Anfang des 20. Jahrhunderts. Die Gesamtvorräte des Niederlausitzer Reviers werden mit 12,1 Milliarden Tonnen geologische Vorräte und 3,6 Milliarden Tonnen heute technische gewinnbare Vorräte angegeben.
- Tagebau Skado

Der Tagebau liegt zum Teil in Brandenburg. Der Betrieb erfolgte zwischen 1939 und 1977. Gefördert wurden 239 Millionen Tonnen Kohle. Abgebaut wurde das 2. Lausitzer Flöz mit einer Mächtigkeit von 10–13 Metern.
- Tagebau Koschen

Der Tagebau grenzt im Süden an den Tagebau Skado und liegt zum Teil in Brandenburg. Der Betrieb erfolgte zwischen 1953 und 1972. Er fungierte als Puffertagebau um Förderengpässe anderer Tagebau auszugleichen. Gefördert wurden 83 Millionen Tonnen Kohle. Abgebaut wurde das 2. Lausitzer Flöz mit einer Mächtigkeit von 8–11 Metern.
- Tagebau Laubusch (Erika)

Der Tagebau liegt südlich der Tagebaue Koschen und Bluno. Der Betrieb erfolgte zwischen 1916 und 1962. Die Kohle wurde in 12, teilweise gleichzeitig betriebenen Baufeldern abgebaut. Abgebaut wurde das 2. Lausitzer Flöz mit einer Mächtigkeit von 10 Metern.
- Tagebau Heide (Grube Heye III)

Der Tagebau liegt südlich des Tagebaus Laubusch. Der größere Teil des Tagebaus liegt in Brandenburg. Der Bergbau begann hier 1866. Bekannt sind der Hedwig Stolln (1875–1880) und der Diogenes Schacht (1883–1893). Der Betrieb des Tagebaus erfolgte zwischen 1909 und 1968. Er war der erste Großtagebau im heutigen sächsischen Teil des Reviers. Gefördert wurden 38,8 Millionen Tonnen Kohle. Abgebaut wurde das 2. Lausitzer Flöz mit einer Mächtigkeit von 12 Metern. 1968 wurde der Betrieb aufgrund der veränderten Energiepolitik der DDR eingestellt. Die Restvorräte betragen 3,4 Millionen Tonnen Kohle.
- Tagebau Clara III (Zeißholz)

Der Tagebau liegt südöstlich des Tagebaus Heide. Der größere Teil des Tagebaus liegt in Preußen. Der Bergbau im Gebiet begann 1858. Bekannt sind die Gruben Friedrichsglück (1858–1871), Constantia (1868–1873), Schacht Bruno (1869–1871), Amalia (1871–1904), Saxonia (1873–1911) und Elisabeth II (1910–1934). Der Betrieb des Tagebaus erfolgte zwischen 1909 und 1934. Gefördert wurden 12,4 Millionen Tonnen Braunkohle, davon 2,8 Millionen Tonnen auf sächsischem Gebiet. Abgebaut wurde das 2. Lausitzer Flöz mit einer Mächtigkeit von 9–12 Metern.
- Tagebau Brigitta

1906 wurde im späteren Grubenfeld mit der Grube Hoffnung III der Braunkohlentiefbau aufgenommen, der aber aufgrund schwieriger geologischer Bedingungen kurze Zeit später wieder eingestellt wurde. 1915 wurde mit der Auffahrung des Tagebaus Brigitta begonnen. Bis 1952 wurden 55 Millionen Tonnen Kohle gefördert. Abgebaut wurde das 2. Lausitzer Flöz mit einer Mächtigkeit von 11 Metern.
- Tagebau Spreetal

Der Tagebau ist die Fortsetzung des Tagebaus Brigitta. Der Betrieb erfolgte zwischen 1952 und 1983. Ab 1972 wurde das Restfeld des 1968 stillgelegten Tagebaus Bluno in die Förderung mit einbezogen. Gefördert wurden 348,2 Millionen Tonnen Kohle. Abgebaut wurde das 2. Lausitzer Flöz mit einer Mächtigkeit von 9 Metern.
- Tagebau Spreetal-Nordost

Der Tagebau setzte den Abbau des Feldes des Tagebaus Brigitta parallel zum Tagebau Spreetal fort. Der Betrieb erfolgte zwischen 1981 und 1991. Gefördert wurden 34,2 Millionen Tonnen Kohle. Abgebaut wurde das hier durch den Gletscher der Eiszeit stark gestörte 2. Lausitzer Flöz mit einer Mächtigkeit von 11 Metern. Die Restvorräte betragen ca. 95 Millionen Tonnen Kohle.
- Tagebau Bluno

Der Tagebau wurde parallel zum Tagebau Spreetal an dessen Südseite aufgefahren. Der Betrieb erfolgte zwischen 1955 und 1968. Gefördert wurden 42,7 Millionen Tonnen Kohle. Abgebaut wurde das 2. Lausitzer Flöz mit einer Mächtigkeit von 9 Metern. 1968 wurde der Tagebau aufgrund der veränderten Energiepolitik der DDR (Ausstieg aus der Braunkohle) stillgelegt.
- Tagebau Burghammer

Der Tagebau liegt zwischen den Tagebauen Brigitta und Werminghoff III. Der Betrieb erfolgte zwischen 1959 und 1973. Gefördert wurden 71 Millionen Tonnen Kohle. Abgebaut wurde das 2. Lausitzer Flöz mit einer Mächtigkeit von 9 Metern.
- Tagebau Scheibe

Der Tagebau liegt südlich des Tagebaus Burghammer. Der Betrieb erfolgte zwischen 1984 und 1996. Gefördert wurden 53 Millionen Tonnen Kohle. Abgebaut wurde das 2. Lausitzer Flöz mit einer Mächtigkeit von 8–16 Metern.
- Tagebau Werminghoff I (Knappenrode)

Der Tagebau liegt südlich des Tagebaus Scheibe. Der Betrieb erfolgte zwischen 1913 und 1945. Gefördert wurden 57,4 Millionen Tonnen Kohle. Abgebaut wurde das 2. Lausitzer Flöz mit einer Mächtigkeit von 10 Metern.
- Tagebau Werminghoff II (Glückauf)

Der Tagebau liegt östlich des Tagebaus Werminghoff I. Der Betrieb erfolgte zwischen 1935 und 1960. Nach der zwangsweisen Einstellung der Förderung Ende 1946, ging der Tagebau 1948 wieder in Betrieb. Gefördert wurden 53 Millionen Tonnen Kohle. Abgebaut wurde das 2. Lausitzer Flöz mit einer Mächtigkeit von 10 Metern.
- Tagebau Werminghoff III (Lohsa)

Der Tagebau ist die nordöstliche Fortsetzung des Tagebaus Werminghoff II. Der Betrieb erfolgte zwischen 1950 und 1984. Gefördert wurden 299 Millionen Tonnen Kohle. Abgebaut wurde das 2. Lausitzer Flöz mit einer Mächtigkeit von 8 Metern.
- Tagebau Dreiweibern

Der Tagebau grenzt im Osten an den Tagebaus Werminghoff III (Lohsa). Der Betrieb erfolgte zwischen 1981 und 1989. Gefördert wurden 14 Millionen Tonnen Kohle. Abgebaut wurde das 2. Lausitzer Flöz mit einer Mächtigkeit von 7 Metern.
- Tagebau Bärwalde

Der Tagebau ist die südöstliche Fortsetzung des Tagebaus Werminghoff III (Lohsa). Der Betrieb erfolgte zwischen 1973 und 1992. Gefördert wurden 181 Millionen Tonnen Kohle. Abgebaut wurde das 2. Lausitzer Flöz mit einer Mächtigkeit von 12 Metern. Die Restvorräte betragen ca. 195 Millionen Tonnen Kohle
- Tagebau Nochten

Der Tagebau liegt im Nordosten des Tagebaus Werminghoff III (Lohsa). Der Betrieb erfolgt seit 1968. Gefördert wurden bis 2015 918 Millionen Tonnen Kohle. Abgebaut wird das 2. Lausitzer Flöz mit einer Mächtigkeit von 12 Metern. Seit 2006 wird auch das 1. Flöz mit einer Mächtigkeit von 2–3 Metern abgebaut. Die Restvorräte im Jahr 2015 betragen nach der Planung von 1992 460 Millionen Tonnen Kohle. Nach der Planungsänderung 2017 betragen die Restvorräte im Jahr 2015 290 Millionen Tonnen Kohle.
- Tagebau Spremberg-Ost

Der Tagebau wurde 2007 als Zukunftsfeld geplant. Er beginnt nordwestlich des Tagebaus Nochten ca. 1 km von der Landesgrenze zu Brandenburg entfernt. Er soll sich zwischen Trattendorf und Spremberg im Westen und Graustein im Osten bis zur Spremberger Allee erstrecken. 2017 wurden die Planungen gestundet.
- Tagebau Reichwalde

Der Tagebau liegt südöstlich des Tagebaus Nochten. Der Betrieb erfolgt seit 1985. 1999 wurde der Tagebaubetrieb gestundet. 2010 wurde der Förderbetrieb wieder aufgenommen. Gefördert wurden bis 2015 144 Millionen Tonnen Kohle. Abgebaut wird das 2. Lausitzer Flöz mit einer Mächtigkeit von 9–12 Metern. Die Restvorräte im Jahr 2015 betragen nach der Planung von 1993 noch 319 Millionen Tonnen Kohle. 1993 wurde das Feld Hammerstadt mit einem Inhalt von 35 Millionen Tonnen Kohle ausgegliedert.
- Tagebau Liebel

Der geplante Tagebau schließt sich im Süden an den Tagebau Reichwalde an. Die Vorräte betragen 166 Millionen Tonnen Kohle. Die Planungen wurden 1990/91 eingestellt.
- Tagebaufeld Pechern

Das Tagebaufeld erstreckt sich südlich des Ortes Pechern. Im Feld beträgt die Mächtigkeit des 1. Lausitzer Flözes 1,5 Meter und des 2. Lausitzer Flözes 7–8 Meter. Der Lagerstätteninhalt beträgt 309 Millionen Tonnen Kohle.
- Tagebaufeld Weißwasser

Das Tagebaufeld erstreckt sich südöstlich von Weißwasser, parallel zum Tagebau Nochten. Der Lagerstätteninhalt beträgt 246 Millionen Tonnen Kohle.
- Lagerstätten Bärwalde-Ost und Hoyerswerda-Süd

Aufgrund der Sanierungsmaßnahmen in den Bergbaugebieten Bärwalde und Zeißholz werden diese beiden Lagerstätten nicht mehr in Planungen einbezogen.
- Braunkohlenwerk Gebrüder Weist in Dörgenhausen 1947–1952

Klein- und Kleinstlagerstätten im Revier Niederlausitz
Gebiet Bautzen
Bergbau gab es hier in mehreren Ortschaften. Abgebaut wurden das 2. Lausitzer Flöz mit einer Mächtigkeit von 1–2 Metern und das 3. Lausitzer Flöz mit einer Mächtigkeit von 3–6 Metern. Zwischen 1868 und 1920 wurde 826.109 Tonnen Kohle gewonnen.
| Gesellschaft                                                                                        | erste Nennung in den Jahrbüchern/Jahr der Gründung | Jahr der Einstellung | Ortschaft  | Bemerkungen |
| --------------------------------------------------------------------------------------------------- | -------------------------------------------------- | -------------------- | ---------- | ----------- |
| Braunkohlenwerk A.A. Bräuer Braunkohlenwerk Bräuer und Frenzel Braunkohlenwerk Andreashütte         | 1871 1887 1898                                     | 1884 1897 1899       | Quatitz    | eingestellt |
| Braunkohlenwerk von Einsiedel Gräflich Einsiedliches Braunkohlenwerk Aktiengesellschaft Adolfshütte | 1868 1889 1892                                     | 1880 1892 1917       | Crosta     | eingestellt |
| Braunkohlenwerk Adolphshütte Crosta                                                                 | 1947                                               | 1951                 | Crosta     | eingestellt |
| Braunkohlenwerk J. Frenzel                                                                          | 1868                                               | 1876                 | Großdubrau | eingestellt |
| Braunkohlenwerk A. Kneschke                                                                         | 1868                                               | 1878                 | Quatitz    | eingestellt |
| Braunkohlenwerk der Margarethenhütte                                                                | 1868                                               | 1905                 | Quatitz    | eingestellt |
| Braunkohlenwerk Margarethenhütte Großdubrau                                                         | 1947                                               | 1951                 | Quatitz    | eingestellt |
| Braunkohlenwerk G.E. Müller                                                                         | 1868                                               | 1908                 | Merka      | eingestellt |
| Braunkohlenwerk Neue Hoffnung                                                                       | 1872                                               | 1890                 | Quatitz    | eingestellt |
| Braunkohlenwerk A. Noack                                                                            | 1868                                               | 1885                 | Quatitz    | eingestellt |
| Braunkohlenwerk Noack und Genossen                                                                  | 1878                                               | 1880                 | Klix       | eingestellt |
| Braunkohlenwerk Freiherrlich von Uckermann Braunkohlenwerk von Watzdorf                             | 1869 1910                                          | 1910 1920            | Luttowitz  | eingestellt |
| Braunkohlenwerk A. Ulbrich                                                                          | 1869                                               | 1884                 | Quatitz    | eingestellt |

Gebiet Königswartha
Abgebaut wurde das 3. Lausitzer Flöz mit Mächtigkeiten von 4–7 Metern. Zwischen 1868 und 1923 wurden 73.840 Tonnen Kohle gewonnen.
| Gesellschaft                                             | erste Nennung in den Jahrbüchern/Jahr der Gründung | Jahr der Einstellung | Ortschaft | Bemerkungen |
| -------------------------------------------------------- | -------------------------------------------------- | -------------------- | --------- | ----------- |
| Braunkohlenwerk E.M. Fiedler                             | 1868                                               | 1880                 | Saritsch  | eingestellt |
| Braunkohlenwerk A. Jermiss Braunkohlenwerk J.Tr. Schulze | 1870 1889                                          | 1889 1899            | Wetro     | eingestellt |
| Braunkohlenwerk J. Lindner                               | 1868                                               | 1893                 | Guhra     | eingestellt |
| Braunkohlenwerk G. Schmaler                              | 1870                                               | 1911                 | Puschwitz | eingestellt |
| Preßkohlenwerk O. Simmank                                | 1909                                               | 1923                 | Guhra     | eingestellt |
| Braunkohlenwerk A. Voigt                                 | 1868                                               | 1898                 | Puschwitz | eingestellt |
| VEB Braunkohlenwerk Puschwitz                            | 1946                                               | 1965                 | Puschwitz | eingestellt |

Gebiet Kamenz
Abgebaut wurde das 3. Lausitzer Flöz mit Mächtigkeiten von bis zu 10 Metern in Schmeckwitz und bis zu 26 Metern in Skaska. Zwischen 1868 und 1929 wurden 4 Millionen Tonnen Kohle gewonnen. Die Lagerstätte von Skaska setzt sich in Liebegast in Preußen fort.
| Gesellschaft                        | erste Nennung in den Jahrbüchern/Jahr der Gründung | Jahr der Einstellung | Ortschaft     | Bemerkungen                                             |
| ----------------------------------- | -------------------------------------------------- | -------------------- | ------------- | ------------------------------------------------------- |
| Braunkohlengrube Anna               | 1868                                               | 1903                 | Skaska        | eingestellt                                             |
| Braunkohlenwerk Barth und Teichert  | 1900                                               | 1929                 | Straßgräbchen | eingestellt                                             |
| Braunkohlengrube Bergmanns Hoffnung | 1869                                               | 1927                 | Schmeckwitz   | eingestellt                                             |
| Braunkohlengrube Clara III          | 1910                                               | 1920                 | Oßling        | sächsisches Grubenfeld der Aktiengesellschaft Eintracht |
| Braunkohlengrube Gottes Segen       | 1869                                               | 1898                 | Schmeckwitz   | eingestellt                                             |
| Braunkohlengrube Johannes Glück     | 1869                                               | 1898                 | Schmeckwitz   | eingestellt                                             |
| Braunkohlengrube Volkssolidarität   | 1947                                               | 1952                 | Piskowitz     | eingestellt                                             |

Gebiet Weißenberg
Abgebaut wurden Flözbänke des 4. Lausitzer Flözes mit Mächtigkeiten von 2–12 Metern. Von 1868 bis 1927 wurden 5,85 Millionen Tonnen Kohle gewonnen.
- Tagebau Olba

Im Gebiet des Tagebaus wurden von 1868 bis 1904 ca. 380.100 t Kohle im Tiefbau gewonnen. Der Tagebau war von 1905 bis 1927 in Betrieb. Die Förderung wurde aufgrund schwieriger geologischer Bedingungen eingestellt. Gefördert wurden 5,4 Millionen Tonnen Kohle. Abgebaut wurden drei Flözbänke mit Mächtigkeiten von 2,5 Metern, 5 Metern und 10 Metern. Die Lagerstätte wurde auf preußischer Seite bei Weigersdorf von den Gruben Gruben Lusatia eine Flözbank 7 Meter, und Heinrich Neumeister zwei Flözbänke je 3 Meter abgebaut.
| Gesellschaft | erste Nennung in den Jahrbüchern/Jahr der Gründung | Jahr der Einstellung | Ortschaft              | Bemerkungen |
| --- | -------------------------------------------------- | -------------------- | ---------------------- | ----------- |
| Braunkohlenwerk G. Groß | 1868                                               | 1882                 | Kleinsaubernitz        | eingestellt |
| Braunkohlenwerk Graf zur Lippe Oberlausitzer Braunkohlen Aktiengesellschaft Oberlausitzer Braunkohlenwerk Olba (Tagebau Olba) | 1868 1904 1907                                     | 1904 1907 1927       | Kleinsaubernitz Wartha | eingestellt |
| Braunkohlenwerk J. Pötzschke                                                                                                  | 1868                                               | 1879                 | Kleinsaubernitz        | eingestellt |
| Braunkohlenwerk Gebelzig | 1947                                               | 1953                 | Gebelzig               | eingestellt |

Gebiet Königsbrück
Abgebaut wurde ein Flöz mit einer Mächtigkeit von 1,7 Metern. Zwischen 1901 und 1905 wurden 723 Tonnen Kohle gewonnen.
| Gesellschaft                | erste Nennung in den Jahrbüchern/Jahr der Gründung | Jahr der Einstellung | Ortschaft | Bemerkungen |
| --------------------------- | -------------------------------------------------- | -------------------- | --------- | ----------- |
| Braunkohlenwerk Elisengrube | 1901                                               | 1905                 | Sella     | eingestellt |

Muskauer Faltenbogen
In diesem Gebiet wurden das 2. und das 4. Lausitzer Flöz in der Elstereiszeit durch einen Gletscher gestaucht und zusammengeschoben. Die dadurch steil stehenden Flöze strichen an der Erdoberfläche aus und bildeten die heutigen Rinnenstrukturen von wenigen Dezimetern Breite und oft mehreren hundert Metern Länge. Die beiden Flöze mit Mächtigkeiten von 1–3 Metern und 8–12 Metern wurden untertägig und in kleinräumigen Tagebauen abgebaut.
| Gesellschaft                                  | Jahr der Gründung | Jahr der Einstellung | Ortschaft                          | Bemerkungen |
| --------------------------------------------- | ----------------- | -------------------- | ---------------------------------- | ----------- |
| Braunkohlenwerk Adolf                         | 1921              | 1956                 | Kromlau                            | eingestellt |
| Tagebau Anna II                               | 1897              | 1899                 | Krauschwitz                        | eingestellt |
| Tagebau Anna III                              | 1902              | 1909                 | Gablenz                            | eingestellt |
| Braunkohlenwerk Caroline I                    | 1890              | 1911                 | Weißwasser                         | eingestellt |
| Braunkohlenwerk Caroline II                   | 1913              | 1959                 | Krauschwitz                        | eingestellt |
| Braunkohlenwerk Eduard I/II                   | 1876              | 1888                 | Lugknitz (Łęknica) links der Neiße | eingestellt |
| Braunkohlenwerk Flora-Charlotte               | 1924              | 1945                 | Lugknitz (Łęknica) links der Neiße | eingestellt |
| Braunkohlenwerk Friedrich                     | 1853              | 1895                 | Krauschwitz                        | eingestellt |
| Braunkohlenwerk Gotthelf                      | 1907              | 1913                 | Bad Muskau                         | eingestellt |
| Braunkohlenwerk Gustav Adolph                 | 1867              | 1868                 | Trebendorf                         | eingestellt |
| Braunkohlenwerk Hartmann                      | 1909              | 1943                 | Keula                              | eingestellt |
| Braunkohlenwerk Hedwig                        | 1902              | 1909                 | Gablenz                            | eingestellt |
| Braunkohlenwerk Hermann                       | 1910              | 1959                 | Weißwasser                         | eingestellt |
| Braunkohlenwerk Hoffnung                      | 1896              | 1912                 | Weißwasser                         | eingestellt |
| Tagebau Kurt                                  | 1948              | 1958                 | Kromlau                            | eingestellt |
| Braunkohlenwerk Louise                        | 1856              | 1864                 | Bad Muskau                         | eingestellt |
| Braunkohlenwerk Marie                         | 1873              | 1923                 | Keula                              | eingestellt |
| Braunkohlenwerk Matthäus                      | 1889              | 1895                 | Krauschwitz                        | eingestellt |
| Braunkohlenwerk Philippine                    | 1900              | 1910                 | Kromlau                            | eingestellt |
| Braunkohlenwerk Sophie                        | 1928              | 1956                 | Groß Düben                         | eingestellt |
| Braunkohlenwerk Theodor Braunkohlenwerk Freia | 1889 1919         | 1919 1925            | Kromlau                            | eingestellt |
| Braunkohlenwerk Theresia                      | 1890              | 1924                 | Bukonitza                          | eingestellt |
| Tagebau Trebendorfer Felder                   | 1950              | 1969                 | Halbendorf                         | eingestellt |
| Braunkohlenwerk Weißwasser                    | 1860              | 1925                 | Weißwasser                         | eingestellt |
| Braunkohlenwerk Gute Hoffnung                 | 1947              | 1952                 | Kollm                              | eingestellt |

### Revier Mitteldeutschland
Im Revier werden sechs Flözhorizonte ausgehalten. Die Entstehungszeit der Kohlen beginnt im Mittel Eozän (Bartonium) vor 40,5 Millionen Jahren mit dem Flöz Merseburg und endet im Unter Miozän (Burdigalium) vor 18 Millionen Jahren mit dem Flöz Düben Oberbank, identisch mit der 3. Lausitzer Flözformation. Nördlich von Leipzig beginnt die Abfolge mit dem Bornaer Hauptflöz, entstanden im Ober Eozän (Priabonium) vor 35–37 Millionen Jahren und endet mit dem Flöz Düben. Südlich von Leipzig beginnt die Abfolge vor 40 Millionen Jahren mit dem Sächsisch-Thüringischen Unterflöz, identisch mit den Lausitzer Nichtewitz Schichten, und endet mit dem Oberflözkomplex, entstanden im Unter Oligozän (Rupelium) vor 31–33 Millionen Jahren. Die Vorräte des Reviers werden mit ca. 10–12 Milliarden Tonnen geologische Vorräte und 2,5 Milliarden Tonnen heute technische gewinnbare Vorräte angegeben.
- Tagebau Holzweißig West

Der Tagebau liegt südlich von Bitterfeld, zum Teil in Sachsen-Anhalt. Der Betrieb erfolgte zwischen 1958 und 1980. Gefördert wurden 86,7 Millionen Tonnen Kohle. Abgebaut wurde das Bitterfelder Oberflöz mit einer Mächtigkeit von 15–18 Metern.
- Tagebau Goitzsche

Der Tagebau erstreck sich nordöstlich des Tagebaus Holzweißig. Von den sieben Tagebaufeldern befindet sich nur das Feld IIa auf sächsischem Gebiet. Der Betrieb des Tagebaus erfolgte zwischen 1949 und 1987. Das Baufeld IIa war von 1959 bis 1974 in Betrieb. Gefördert wurden 303 Millionen Tonnen Kohle. Abgebaut wurde das Bitterfelder Oberflöz mit einer Mächtigkeit von 9–12 Metern.
- Tagebau Rösa

Der Tagebau Rösa gehörte ursprünglich als achtes Baufeld zum Tagebau Goitzsche. Ab 1991 wurde das Baufeld als neuer Tagebau geführt. Der Tagebau schloss sich nahtlos östlich an den Tagebau Goitzsche an. Der Betrieb erfolgte zwischen 1985 und 1994. Gefördert wurden 24 Millionen Tonnen Kohle. Abgebaut wurde das Bitterfelder Oberflöz mit einer Mächtigkeit von 5–8 Metern. Die Restvorräte betragen 246,1 Millionen Tonnen Kohle.
- Tagebau Delitzsch Südwest

Der Tagebau liegt südlich von Delitzsch. Der Betrieb erfolgte zwischen 1976 und 1993. Gefördert wurden 92,6 Millionen Tonnen Kohle. Abgebaut wurde das Bitterfelder Oberflöz mit einer Mächtigkeit von 1,5–10 Metern. Die Restvorräte betragen 108,5 Millionen Tonnen Kohle.
- Tagebau Breitenfeld

Der Tagebau schließt sich südlich an den Tagebau Delitzsch Südwest an. Der Betrieb erfolgte zwischen 1982 und 1991. Gefördert wurden 7,4 Millionen Tonnen Kohle. Abgebaut wurde das Bitterfelder Oberflöz mit einer Mächtigkeit von 7 Metern. Südlich der A 14 sollte das Flöz Gröbers mit einer Mächtigkeit von 0–10 Metern in den Abbau einbezogen werden. Die Restvorräte betragen 525,6 Millionen Tonnen Kohle.
- Tagebau Delitzsch Süd

Der Tagebau war im Raum östlich der Tagebaue Delitzsch-Südwest und Breitenfeld geplant. Im Norden war Wannewitz, im Süden Hohenheida und im Osten Wölkau die Begrenzung des Baufeldes. Abgebaut werden sollten die Flöze Bitterfeld, Gröbers und Bruckdorf. Der Aufschluss war nach der Inbetriebnahme des Tagebaus Hatzfeld geplant. Die Planungen wurden 1990 eingestellt.
- Tagebau Delitzsch-Nordwest

Der Tagebau war im Raum zwischen den Tagebauen Holzweißig-West, dem geplanten Tagebau Hatzfeld und dem Tagebau Delitzsch-Südwest geplant. Abgebaut werden sollten ab 2012 die Flöze Bitterfeld, Gröbers und Bruckdorf. Die Planungen wurden 1990 eingestellt.
- Tagebau Hatzfeld

Der Tagebau war im Raum zwischen Landsberg im Norden, Schkeuditz im Süden und Queis im Westen entlang der heutigen Grenze zwischen Sachsen und Sachsen-Anhalt geplant. Im Gebiet von Wiedemar hätte der Abbau im heutigen Sachsen stattgefunden. Ausgebildet sind die Flöze Bitterfeld, Gröbers, Bruckdorf (bis 20 m mächtig) und Wallendorf (bis 35 m mächtig). Die Flöze Bitterfeld und Wallendorf sind nur in Teilen der Lagerstätte vorhanden. Der Aufschluss des Tagebaus war für 1990 geplant.
- weitere Braunkohlelagerstätten in Nordsachsen

Im Gebiet zwischen der nördlichen Landesgrenze, Bad Düben, Eilenburg und Torgau sind die Flöze Düben, Bitterfeld, Breitenfeld und Gröbers mit Kohlemächtigkeiten bis 20 Meter großflächig verbreitet. Die tiefer liegenden Flöze Bruckdorf und Nichtewitz mit Kohlemächtigkeiten bis zu 20 Metern sind nur im Raum Bad Düben und Torgau vorhanden. Das Bitterfelder Flöz als oberstes abbauwürdiges Flöz liegt unter bis zu 100 Meter mächtigen Deckschichten und ist damit aus heutiger Sicht nicht wirtschaftlich gewinnbar.
- Tagebau Böhlen

Der Tagebau liegt südlich von Markkleeberg. Der Betrieb erfolgte zwischen 1921 und 1999. Im Jahr 1969 wurde der Tagebau in Tagebau Zwenkau umbenannt. Gefördert wurden 586 Millionen Tonnen Kohle. Abgebaut wurde das Böhlener Oberflöz mit einer Mächtigkeit von 2 bis 15 Metern und das Bornaer Hauptflöz mit einer Mächtigkeit von 2 bis 8 Metern. Die Restvorräte betragen 80 Millionen Tonnen Kohle. Die ursprünglich geplante Einbeziehung des Stadtgebietes Zwenkau und des südlichen Umfeldes bis zum Tagebau Peres in den Tagebau Zwenkau wurde nicht realisiert. An der Westseite des Tagebaus befindet sich die Grube
- Braunkohlenwerk Zwenkau (1893 bis 1906) Förderung ca. 629.760 Tonnen Kohle im Tiefbau,

deren Grubenfeld zwischen 1949 und 1952 teilweise überbaggert wurde.
- Tagebau Weideroda

Der Tagebau schließt sich südlich an den Tagebau Böhlen an. Der Betrieb war von 1998 bis 2020 geplant. Zum Abbau vorgesehen war das Böhlener Oberflöz mit einer Mächtigkeit von 2–15 Metern und das Bornaer Hauptflöz mit einer Mächtigkeit von 2–8 Metern. Der Lagerstätteninhalt beträgt ca. 200 Millionen Tonnen Kohle.
- Tagebau Cospuden

Der Tagebau schließt sich nördlich an den Tagebau Zwenkau an. Der Betrieb erfolgte zwischen 1981 und 1992. Gefördert wurden 32 Millionen Tonnen Kohle. Abgebaut wurde das Böhlener Oberflöz mit einer Mächtigkeit von 8 bis 12 Metern und das Bornaer Hauptflöz mit einer Mächtigkeit von 2 bis 6 Metern. Die Restvorräte, einschließlich des Zusatzfeldes Zöbigker, betragen ca. 25 Millionen Tonnen Kohle.
- Tagebau Espenhain

Der Tagebau schließt sich östlich an den Tagebau Zwenkau an. Der Betrieb erfolgte zwischen 1937 und 1996. Abgebaut wurde das Böhlener Oberflöz mit einer Mächtigkeit von 8 bis 14 Metern und das Bornaer Hauptflöz mit einer Mächtigkeit von 0 bis 12 Metern.
Westfeld, Betrieb von 1937 bis 1981. Gefördert wurden hier 446 Millionen Tonnen Kohle.
Ostfeld, Betrieb von 1982 bis 1996. Gefördert wurden hier 113,4 Millionen Tonnen Kohle. Die Restvorräte, betragen ca. 120 Millionen Tonnen Kohle. Das Betriebsende war ursprünglich für 1995 geplant. Bis dahin sollten auch die jetzigen Restvorräte abgebaut sein.
- Tagebau Störmthal

Der Tagebau schließt sich östlich an das Ostfeld des Tagebaus Espenhain an. Der Betrieb war von 1996 bis 2039 geplant. Zum Abbau vorgesehen war das Böhlener Oberflöz mit einer Mächtigkeit von 8 Metern und das Bornaer Hauptflöz mit einer Mächtigkeit von 4 Metern. Der Lagerstätteninhalt beträgt 380 Millionen Tonnen Kohle.
- Tagebau Belgershain

Der Tagebau sollte sich im Raum Belgershain nördlich an den Tagebau Störmthal anschließen und im Norden bis an die Ortschaft Fuchshain reichen. Zum Abbau vorgesehen waren das Böhlener Oberflöz und das Bornaer Hauptflöz.
- Tagebau Liebertwolkwitz Ost

Der Tagebau schließt sich nordöstlich an den Tagebau Störmthal an. Die Begrenzung des Tagebaus im Osten sollten die Ortschaften Liebertwolkwitz, Holzhausen und Baalsdorf, im Norden die A 14 und im Süden die Ortschaften Fuchshain und Großpösna sein.
- Tagebau Witznitz II

Der Tagebau schließt sich südlich an den Tagebau Espenhain an. Der Betrieb erfolgte zwischen 1943 und 1993. Gefördert wurden 256,8 Millionen Tonnen Kohle. Abgebaut wurde das Böhlener Oberflöz und das Bornaer Hauptflöz. Der Tagebau gliedert sich in mehrere Teilfelder.
Baufeld I, Betrieb von 1943 bis 1960, Mächtigkeit Böhlener Oberflöz 0 bis 8 Meter, Bornaer Hauptflöz Mächtigkeit 16 bis 25 Meter
Baufeld II, Betrieb von 1961 bis 1974, Mächtigkeit Böhlener Oberflöz 3 bis 7 Meter, Bornaer Hauptflöz Mächtigkeit 13 bis 18 Meter
Baufeld III, Betrieb von 1975 bis 1993, Mächtigkeit Böhlener Oberflöz 4 bis 7 Meter, Bornaer Hauptflöz Mächtigkeit von 8 bis 12 Meter. An der Südostecke des Baufeldes liegt die Grube
- Gotthilf in Gestewitz (1886–1896) 107.240 t

Baufeld Gaulis, Das Feld wurde nicht mehr genutzt. Die Vorräte, betragen 205 Millionen Tonnen Kohle. Die Mächtigkeit des Böhlener Oberflözes beträgt im Ostfeld 8 bis 9 Meter und im Westfeld 5 bis 6 Meter. Die Mächtigkeit des Bornaer Hauptflözes beträgt im Ostfeld 7 bis 9 Meter und im Westfeld 13 bis 16 Meter. Im Feld ist auch das Thüringer Hauptflöz mit einer Mächtigkeit von 4–9 Metern ausgebildet. Im Ostfeld liegt die Grube
- Margaretha in Espenhain (1901 bis 1915) Förderung 794.780 Tonnen Kohle im Tiefbau.
- Tagebau Dora & Helene

Der Tagebau schließt sich südlich an das Baufeld III des Tagebaus Witznitz II an. Der Betrieb erfolgte zwischen 1907 und 1934. Gefördert wurden 23,4 Millionen Tonnen Kohle. Abgebaut wurde das Böhlener Oberflöz mit einer Mächtigkeit von 2 bis 7 Metern und das Bornaer Hauptflöz mit einer Mächtigkeit von 10 bis 18 Metern.
- Tagebau Victoria

Der Tagebau schließt sich südöstlich an den Tagebau Dora & Helene an. Der Betrieb erfolgte zwischen 1907 und 1934. Gefördert wurden 10,6 Millionen Tonnen Kohle. Abgebaut wurde das Böhlener Oberflöz mit einer Mächtigkeit von 1 bis 2 Metern und das Bornaer Hauptflöz mit einer Mächtigkeit von 10 bis 12 Metern.
- Tagebau Lobstädt

Der Tagebau entstand aus der Vereinigung der Tagebaue Dora & Helene und Victoria. Der Betrieb erfolgte zwischen 1935 und 1938. Gefördert wurden 7,7 Millionen Tonnen Kohle. Abgebaut wurde das Böhlener Oberflöz mit einer Mächtigkeit von 1 bis 3 Metern und das Bornaer Hauptflöz mit einer Mächtigkeit von 13 bis 15 Metern. Mit dem Tagebau wurde auch das Schachtgelände der Grube
- Vikoria (1901 bis 1909), Förderung ca. 1 Million Tonnen Kohle im Tiefbau,

überbaggert.
- Tagebau Witznitz I

Der Tagebau schließt sich östlich an den Tagebau Victoria an. Der Betrieb erfolgte zwischen 1911 und 1947. Gefördert wurden 39 Millionen Tonnen Kohle, davon bis 1941 31,3 Millionen Tonnen. Abgebaut wurde das Böhlener Oberflöz mit einer Mächtigkeit von 1 bis 7 Metern und das Bornaer Hauptflöz mit einer Mächtigkeit von 8 bis 16 Metern. Mit dem Tagebau wurden auch die Schachtgelände der Gruben
- Braunkohlenwerk Frommhold (1871–1888), Förderung 33.580 Tonnen Kohle im Tiefbau
- Marie (1871 bis 1911), Förderung 196.280 Tonnen Kohle im Tiefbau,
- Beyrisch (1888 bis 1904), Förderung 137.550 Tonnen Kohle im Tiefbau,

überbaggert.
- Tagebau Borna Nord

Der Tagebau schließt sich südlich an den Tagebau Victoria an. Der Betrieb erfolgte zwischen 1910 und 1939. Gefördert wurden 27,7 Millionen Tonnen Kohle. Abgebaut wurde das Böhlener Oberflöz mit einer Mächtigkeit von 2 bis 4 Metern und das Bornaer Hauptflöz mit einer Mächtigkeit von 12 bis 15 Metern. An der Ostflanke des Tagebaus befanden sich das Schachtgelände der
- Braunkohlenwerke Borna-Lobstädt mit dem Karlschacht (1872 bis 1911), Förderung ca. 850.000 Tonnen Kohle im Tief- und Tagebau.
- Tagebau Borna Süd

Der Tagebau schließt sich südlich an den Tagebau Borna Nord an. Der Betrieb erfolgte zwischen 1939 und 1970. Gefördert wurden 120,3 Millionen Tonnen Kohle. Abgebaut wurde das nur teilweise vorhandene Böhlener Oberflöz mit einer Mächtigkeit von 3 bis 4 Metern und das Bornaer Hauptflöz mit einer Mächtigkeit von 12 bis 17 Metern. Zwischen 1961 und 1963 wurde die Restkohle des Tagebaus Regis VII gewonnen. Dieser wurde 1954 nach einem Hochwasser aufgegeben. Im Bereich des Tagebaus befanden sich die Schachtgelände der Grube
- Belohnung (1877 bis 1926), Förderung ca. 2,95 Millionen Tonnen Kohle im Tief- und Tagebau,
- Wilhelmschacht (1894 bis 1923), Förderung ca. 4,3 Millionen Tonnen Kohle im Tief- und Tagebau.

Beide Grubenfelder wurden teilweise überbaggert.
- Tagebau Borna-Ost

Der Tagebau liegt östlich der Tagebaue Borna-Süd und Neukirchen-Wyhra. Der Betrieb erfolgte zwischen 1960 und 1985. Gefördert wurden 98,2 Millionen Tonnen Kohle. Abgebaut wurde das nur teilweise vorhandene Böhlener Oberflöz mit einer Mächtigkeit von 0 bis 4 Metern und das Bornaer Hauptflöz mit einer Mächtigkeit von 4 bis 12 Metern. Der Tagebau gliedert sich in mehrere Teilfelder.
Baufeld I, Betrieb von 1960–1965
Baufeld II, Betrieb von 1966–1972
Baufeld III, Betrieb von 1973–1979
Baufeld IV, Betrieb von 1980–1985
Im Bereich der Südspitze des Tagebaus befand sich das Schachtgelände der Grube
- Bubendorfer Kohlenwerke, bis 1901 Himmelreich Benndorf (1872 bis 1927), Förderung ca. 3,6 Millionen Tonnen Kohle im Tief- und Tagebau. Abgebaut wurde das 1 bis 6 Meter mächtige Bornaer Hauptflöz.

Das Grubenfeld wurden teilweise überbaggert.
Im Gebiet gab es weitere alte Gruben. Die Gesamtförderung dieser Gruben zwischen 1868 und 1888 beträgt 156.000 Tonnen Kohle.
| Gesellschaft                             | erste Nennung in den Jahrbüchern/Jahr der Gründung | Jahr der Einstellung | Ortschaft  | Bemerkungen |
| ---------------------------------------- | -------------------------------------------------- | -------------------- | ---------- | ----------- |
| Braunkohlenwerk Böttcher und Genossen    | 1868                                               | 1876                 | Frauendorf | eingestellt |
| Frohburger Kohlenwerk Aktiengesellschaft | 1873                                               | 1877                 | Frohburg   | eingestellt |
| Braunkohlenwerk W. Görnitz               | 1868                                               | 1869                 | Bubendorf  | eingestellt |
| Braunkohlenwerk J.G. Heinicke            | 1868                                               | 1877                 | Neukirchen | eingestellt |
| Braunkohlenwerk R. Herrmann              | 1882                                               | 1887                 | Neukirchen | eingestellt |
| Braunkohlenwerk J.G. Karthe              | 1868                                               | 1888                 | Benndorf   | eingestellt |
| Braunkohlenwerk Flama                    | 1948                                               | 1951                 | Benndorf   | eingestellt |

- Tagebau Bockwitz

Der Tagebau schließt sich östlich an den Tagebau Borna-Ost an. Der Betrieb erfolgte zwischen 1982 und 1992. Gefördert wurden 10,8 Millionen Tonnen Kohle. Abgebaut wurde das Böhlener Oberflöz mit einer Mächtigkeit von 0 bis 3 Metern und das Bornaer Hauptflöz mit einer Mächtigkeit von 4 bis 6 Metern. Die Restvorräte betragen ca. 12,6 Millionen Tonnen Kohle.
Im nördlichen, nicht mehr abgebauten Feld des Tagebaues lagen mehrere alte Gruben. Die Gesamtförderung dieser Gruben betrug zwischen 1868 und 1941 870.000 Tonnen Kohle
| Gesellschaft                      | erste Nennung in den Jahrbüchern/Jahr der Gründung | Jahr der Einstellung | Ortschaft     | Bemerkungen |
| --------------------------------- | -------------------------------------------------- | -------------------- | ------------- | ----------- |
| Andreasschacht                    | 1890                                               | 1911                 | Dittmannsdorf | eingestellt |
| Commungrube Borna                 | 1868                                               | 1869                 | Bockwitz      | eingestellt |
| Braunkohlenwerk Gottes Segen      | 1868                                               | 1885                 | Dittmannsdorf | eingestellt |
| Gottes Segen Tagebau Gottes Segen | 1893 1900                                          | 1899 1950            | Kesselshain   | eingestellt |
| Braunkohlenwerk W. Heine          | 1868                                               | 1876                 | Dittmannsdorf | eingestellt |
| Braunkohlenwerk E. Kunze          | 1868                                               | 1876                 | Bockwitz      | eingestellt |
| Ratsgrube                         | 1868                                               | 1887                 | Bockwitz      | eingestellt |
| Ratsgrube                         | 1870                                               | 1877                 | Kesselshain   | eingestellt |

- Tagebau Kitzscher

Der Tagebau sollte nordöstlich vom Tagebau Bockwitz entstehen. Er war durch die Ortslagen Kitzscher, Hainichen, Otterwisch, Lauterbach und Steinbach begrenzt. Im Feld liegen das Flöz Bitterfeld mit 0–3 Metern, das Böhlener Oberflöz mit 4–5 Metern und das Bornaer Hauptflöz mit 1–5 Metern Metern Mächtigkeit vor. Zwischen Steinbach und Bad Lausick war ein weiteres kleines Feld geplant. Im Baufeld des geplanten Tagebaues liegen die Tiefbaufelder der Gruben Stockheimer Kohlenwerke und Glück Auf Wüstungsstein.
- Tagebau Neukirchen-Wyhra

Der Tagebau schließt sich südöstlich an den Tagebau Borna Süd an. Der Betrieb erfolgte zwischen 1897 und 1963. Gefördert wurden 240 Millionen Tonnen Kohle. Abgebaut wurde das Böhlener Oberflöz mit einer Mächtigkeit von 1–3 Metern, das Thüringer Hauptflöz mit einer Mächtigkeit von 1–3 Metern und das Bornaer Hauptflöz mit einer Mächtigkeit von 10–15 Metern. Im Bereich des Tagebaus befanden sich die Schachtgelände der Gruben
- Förster (1888–1892), Förderung 102.980 Tonnen Kohle im Tiefbau
- Wyhra (1893–1900), Förderung ca. 630.000 Tonnen Kohle im Tiefbau

An der Südostspitze des Tagebaus befand sich die Grube
- Braunkohlenwerk Einsiedel zu Benndorf (1905–1916), Förderung 585.150 Tonnen Kohle im Tagebau
- Tagebau Kraft I

Der Tagebau schließt sich südlich an den Tagebau Neukirchen-Wyhra an. Der Betrieb erfolgte zwischen 1907 und 1942. Nur ein kleiner Teil des Tagebaus befand sich auf sächsischem Gebiet. Abgebaut wurde hier von 1907 bis 1916 und in der Auslaufphase des Tagebaus 1942. Der größere Teil des Tagebaus lag in Thüringen. Südlich des Tagebaus bei Eschefeld lagen die Gruben
- Glück Auf (1868–1925), Förderung 842.700 Tonnen Kohle im Tief- und Tagebau
- Müllers Braunkohlenwerk (1885–1927), Förderung 859.430 Tonnen Kohle im Tiefbau

Abgebaut wurde hier das Bornaer Hauptflöz mit einer Mächtigkeit von 8–14 Metern.
- Tagebau Kraft II (Deutzen)

Der Tagebau liegt westlich des Tagebaus Borna Nord, zwischen den Tagebauen Witznitz II und Borna Süd. Der Betrieb erfolgte zwischen 1911 und 1960. Gefördert wurden 160 Millionen Tonnen Kohle, davon bis 1941 29,4 Millionen Tonnen. Abgebaut wurde das Böhlener Oberflöz mit einer Mächtigkeit von 2 bis 6 Metern und das Bornaer Hauptflöz mit einer Mächtigkeit von 15 bis 20 Metern.
- Grube Glück Auf Blumroda (ab 1912 Kraft III)

Die Tiefbaugrube befand sich zwischen den Tagebauen Borna Süd und Neukirchen-Wyhra. Der Betrieb erfolgte von 1872 bis 1931. Gefördert wurden 5,4 Millionen Tonnen Kohle.
- Tagebau Regis I

Der Tagebau schließt sich westlich an den Tagebau Regis VII an. Der Betrieb erfolgte zwischen 1904 und 1935. Gefördert wurden 19 Millionen Tonnen Kohle.
- Tagebau Regis II

Der Tagebau schließt sich südlich an den Tagebau Regis I an. Der Betrieb erfolgte zwischen 1930 und 1939. Gefördert wurden 8,7 Millionen Tonnen Kohle.
- Tagebau Regis III

Der Tagebau befand sich zwischen den Tagebauen Regis I im Süden und Kraft II im Norden. Der Betrieb erfolgte zwischen 1936 und 1940. Gefördert wurden 6,2 Millionen Tonnen Kohle.
- Tagebau Regis IV

Der Tagebau schließt sich westlich an den Tagebau Regis III an. Der Betrieb erfolgte zwischen 1937 und 1948. Gefördert wurden ca. 40 Millionen Tonnen Kohle.
- Tagebau Regis VII (Blumroda)

Der Tagebau befand sich zwischen den Tagebauen Regis I und Borna Süd. Der Betrieb erfolgte zwischen 1948 und 1954. Gefördert wurden ca. 5 Millionen Tonnen Kohle. Bei einem Hochwasser im Juli 1954 wurde der Tagebau durch die Pleiße überflutet. Der Betrieb wurde nicht wieder aufgenommen. Zwischen 1961 und 1963 wurde das Restfeld durch den Tagebau Borna Süd überbaggert.
- Tagebau Regis Süd

Der Tagebau war zwischen den Tagebauen Haselbach im Westen, Regis II im Norden, sowie Borna Süd und Neukirchen-Wyhra im Osten geplant. Die Betriebszeit war für den Zeitraum 2018–2027 veranschlagt. Der Lagerstätteninhalt beträgt ca. 150 Millionen Tonnen Kohle.
Abgebaut wurde in allen Tagebauen das Bornaer Hauptflöz mit einer Mächtigkeit von 10–15 Metern und das Thüringer Unterflöz mit einer Mächtigkeit von 5–8 Metern.
- Tagebau Kulkwitz

Der Tagebau liegt nordwestlich des Tagebaus Böhlen/Zwenkau. Im Bereich des späteren Tagebaus begann der Bergbau 1864. Von 1868 bis 1937 wurden 13,2 Millionen Tonnen Kohle abgebaut. Ab 1938 wurde der Tagebaubetrieb aufgenommen. Bis zur Stilllegung 1964 wurden ca. 28 Millionen Tonnen Kohle gefördert. Abgebaut wurde das Flöz Gröbers mit einer Mächtigkeit von 2 bis 13 Metern.
- Tagebau Peres

Der Tagebau liegt westlich des Tagebaus Witznitz II. Der Betrieb erfolgte seit 1963. 1991 wurde der Tagebaubetrieb gestundet. 2016 wurde der Förderbetrieb wieder aufgenommen. Gefördert wurden bis 1991 139,9 Millionen Tonnen Kohle. Die Restvorräte betragen ca. 120 Millionen Tonnen Kohle. Abgebaut wurde das nur teilweise vorhandene Thüringer Hauptflöz mit einer Mächtigkeit von 0 bis 8 Metern und das Bornaer Hauptflöz mit einer Mächtigkeit von 8 bis 12 Metern. Im Bereich des Tagebaus befanden sich die Schachtgelände der Gruben
- Saxonia in Wischstauden (1907–1912), Förderung 54.500 t
- Gottes Segen (1870–1872), Förderung 11.300 t

Westlich des Tagebaus, bei Groitzsch, befanden sich die Gruben
- Berthagrube (1900–1914), Förderung 172.480 t
- Braunkohlenwerk Altengroitzsch (1873–1891), Förderung 573.390 t
- Tagebau Schleenhain

Der Tagebau schließt sich südlich an den Tagebau Peres an. Die Südwest Ecke des Tagebaus befindet sich in Thüringen. Der Betrieb erfolgte von 1949 bis 2018. Gefördert wurden ca. 510 Millionen Tonnen Kohle. Abgebaut wurde das Thüringer Hauptflöz mit einer Mächtigkeit von 2 bis 10 Metern, das Bornaer Hauptflöz mit einer Mächtigkeit von 12 bis 25 Metern und das Thüringer Unterflöz mit einer Mächtigkeit von 2 bis 30 Metern. An der Ostseite des Tagebaus befindet sich die Grube der
- Braunkohlengewerkschaft Breunsdorf (1904–1930) Förderung ca. 2,88 Millionen Tonnen Kohle im Tiefbau,

deren Grubenfeld zwischen 1949 und 1952 teilweise überbaggert wurde.
- Tagebau Groitzscher Dreieck

Der Tagebau liegt westlich des Tagebaus Schleenhain. Der südlichste Ausläufer des Tagebaus befindet sich in Thüringen. Der Betrieb erfolgte seit 1974. 1991 wurde der Tagebaubetrieb gestundet. Gefördert wurden bis 1991 45,6 Millionen Tonnen Kohle. Die Restvorräte betragen ca. 68 Millionen Tonnen Kohle. Abgebaut wurde das Thüringer Hauptflöz mit einer Mächtigkeit von 2 bis 8 Metern und das Bornaer Hauptflöz mit einer Mächtigkeit von 4 bis 10 Metern.
- Tagebau Haselbach

Der Tagebau liegt zwischen den Tagebauen Schleenhain und Regis. Der südliche Teil des Tagebaus, etwa 25 Prozent, befindet sich in Thüringen. Der Betrieb erfolgte von 1955 bis 1977. Gefördert wurden 125,9 Millionen Tonnen Kohle. Abgebaut wurde das Bornaer Hauptflöz mit einer Mächtigkeit von 10 bis 15 Metern und das Thüringer Unterflöz mit einer Mächtigkeit von 1 bis 10 Metern. Nach einer Kippenrutschung wurde der Betrieb 1977 vorzeitig eingestellt. An der Westseite des Tagebaus befindet sich die Grube der
- Ramsdorfer Braunkohlenwerke (1899 bis 1939) Förderung ca. 7,44 Millionen Tonnen Kohle im Tiefbau,

deren Grubenfeld zwischen 1969 und 1973 teilweise überbaggert wurde.
- Tagebau Profen

Der Tagebau liegt westlich der Tagebaue Peres und Groitzscher Dreieck. Von den acht Tagebaufeldern befinden sich fünf ganz oder teilweise auf sächsischem Gebiet. In Betrieb seit 1941.
Sachsenfeld, Betrieb von 1953–1963, von 1955–1963 vollständig in Sachsen
Baufeld Ia, Betrieb von 1962–1965, vollständig in Sachsen
Baufeld Ib, Betrieb von 1966–1973, vollständig in Sachsen
Profen Nord, Betrieb von 1971–1991, von 1973–1974 ganz oder teilweise in Sachsen. Abgebaut wurde das Thüringer Hauptflöz mit einer Mächtigkeit von 8–10 Metern.
Profen Süd, Betrieb 1971–2018, von 1999–2018 teilweise in Sachsen
Das Feld Schwerzau schließt sich südlich an das Baufeld Profen Süd an. Der Aufschluss begann 2004.
Das Feld Domsen schließt sich nördlich an das Baufeld Profen Süd und westlich an das Baufeld Profen Nord an. Abgebaut wird ein ca. 1,5 km breiter Streifen zwischen den alten Tagebauen Wählitz II (1938–1946), Carl Bosch (1938–1946) im Süden und Domsen (1959–1973) im Norden. Das Feld des Tagebaues Wählitz II wird dabei teilweise und das Feld des Tagebaues Hedwig (1909–1929) komplett überbaggert.
- Tagebau Werben-Sittel

Der Tagebau war als Erweiterungsfeld des Tagebaus Profen nach Norden geplant. Die Begrenzung des Tagebaus im Westen war die heutige Landesgrenze. Im Osten waren es die Ortschaften Löben und Thesau und im Norden Kitzen und Eisdorf. Abgebaut werden sollten das Flöz Böhlen sowie das Thüringer Hauptflöz und das Bornaer Hauptflöz. Die Planungen wurden 1990/91 eingestellt.
- Tagebaufeld Elsteraue Süd

Das Feld erstreckt sich zwischen den Tagebauen Profen und Groitzscher Dreieck. Im Feld liegen das Böhlener Oberflöz mit 4–6 Metern, das Thüringer Hauptflöz mit 5–10 Metern, das Bornaer Hauptflöz mit 2–7 Metern und das Thüringer Unterflöz mit 2–4 Metern Mächtigkeit vor.
- Tagebaufeld Felderkomplex Süd

Das Feld erstreckt sich zwischen dem Tagebauen Schleenhain im Norden, Haselbach im Osten, sowie den Thüringer Tagebauen Marie II und Marie III im Westen. Nur die Nordspitze des Tagebaufeldes liegt in Sachsen.
- Tiefbaugrube Dölitz

Die Grube liegt im südlichen Stadtgebiet von Leipzig. Der Betrieb erfolgte von 1902 bis 1961. Gefördert wurden von 1902 bis 1941 ca. 4,3 Millionen Tonnen Kohle. Abgebaut wurde das Böhlener Oberflöz mit einer Mächtigkeit von 12 bis 14 Metern und das Bornaer Hauptflöz mit einer Mächtigkeit von 3 bis 6 Metern.
Klein- und Kleinstlagerstätten im Revier Mitteldeutschland
- Gebiet Bad Lausick

Bergbau gab es hier in mehreren Ortschaften. Abgebaut wurden das Bornaer Hauptflöz mit einer Mächtigkeit von 0–6 Meter und das Böhlener Oberflöz mit Mächtigkeiten von 4–6 Metern. Von 1868 bis 1928 wurden ca. 2,8 Millionen Tonnen Kohle gefördert.
| Gesellschaft                                                                   | erste Nennung in den Jahrbüchern/Jahr der Gründung | Jahr der Einstellung | Ortschaft     | Bemerkungen                                                  |
| ------------------------------------------------------------------------------ | -------------------------------------------------- | -------------------- | ------------- | ------------------------------------------------------------ |
| Braunkohlenwerk L. Dietze                                                      | 1868                                               | 1873                 | Bad Lausick   | eingestellt                                                  |
| Braunkohlenwerk von Egloffstein                                                | 1868                                               | 1879                 | Wüstungsstein | eingestellt                                                  |
| Braunkohlenwerk Ch. Gentzsch                                                   | 1868                                               | 1876                 | Wüstungsstein | eingestellt                                                  |
| Gewerkschaft Graf Moltke Stockheimer Kohlenwerke                               | 1897 1909                                          | 1909 1915            | Stockheim     | eingestellt                                                  |
| Grube Maximilian                                                               | 1911                                               | 1939                 | Flößberg      | eingestellt                                                  |
| Braunkohlenwerk K.F.A Häntze                                                   | 1888                                               | 1896                 | Köllsdorf     | eingestellt                                                  |
| Braunkohlenwerk F.H. Heinicke                                                  | 1868                                               | 1897                 | Köllsdorf     | eingestellt                                                  |
| Braunkohlenwerk C.F. Heinold Braunkohlenwerk K.E. Seirig                       | 1868 1883                                          | 1882 1888            | Wüstungsstein | eingestellt                                                  |
| Braunkohlenwerk J.C.G. Heinze Glück Auf                                        | 1888 1895                                          | 1895 1918            | Wüstungsstein | ab 1919 zum Braunkohlenwerk Beucha                           |
| Braunkohlenwerk C.A. Hessel                                                    | 1869                                               | 1888                 | Köllsdorf     | eingestellt                                                  |
| Braunkohlenwerk J.G. Hofmann                                                   | 1868                                               | 1893                 | Heinersdorf   | eingestellt                                                  |
| Braunkohlenwerk Gebrüder Koch                                                  | 1871                                               | 1876                 | Heinersdorf   | eingestellt                                                  |
| Braunkohlenwerk D. Krause                                                      | 1873                                               | 1875                 | Reichersdorf  | eingestellt                                                  |
| Braunkohlenwerk A. Kretzschmar                                                 | 1868                                               | 1887                 | Heinersdorf   | eingestellt                                                  |
| Braunkohlenwerk J.G. Lägel                                                     | 1868                                               | 1896                 | Köllsdorf     | eingestellt                                                  |
| Braunkohlenwerk Chr. Lange                                                     | 1874                                               | 1885                 | Heinersdorf   | eingestellt                                                  |
| Braunkohlenwerk Chr. Lange                                                     | 1874                                               | 1889                 | Heinersdorf   | eingestellt                                                  |
| Lausicker Kirchlehen Frühmesse                                                 | 1868 1875                                          | 1874 1888            | Bad Lausick   | eingestellt                                                  |
| Braunkohlenwerk J.G. Lori                                                      | 1868                                               | 1880                 | Heinersdorf   | eingestellt                                                  |
| Braunkohlenwerk H. Müller                                                      | 1868                                               | 1888                 | Heinersdorf   | eingestellt                                                  |
| Braunkohlenwerk L. Peters                                                      | 1868                                               | 1881                 | Köllsdorf     | eingestellt                                                  |
| Braunkohlenwerk Fr. Br. Rieker                                                 | 1889                                               | 1906                 | Ballendorf    | eingestellt                                                  |
| Braunkohlenwerk F.A. Rößner Braunkohlenwerk H.G. Heinig Braunkohlenwerk Beucha | 1868 1890 1910                                     | 1889 1909 1922       | Wüstungsstein | ab 1923 zum Braunkohlenwerk Böhlen, Betrieb 1928 eingestellt |
| Braunkohlenwerk G. Rößner Braunkohlenwerk R. Methe                             | 1886 1903                                          | 1888 1918            | Wüstungsstein | ab 1919 zum Braunkohlenwerk Beucha                           |
| Braunkohlenwerk B.J. Schade                                                    | 1890                                               | 1906                 | Wüstungsstein | eingestellt                                                  |
| Braunkohlenwerk G. Seirig                                                      | 1868                                               | 1891                 | Köllsdorf     | eingestellt                                                  |
| Braunkohlenwerk K.E. Seirig Gottes Segen                                       | 1888 1892                                          | 1891 1928            | Heinersdorf   | eingestellt                                                  |
| Braunkohlenwerk ehemals Gottes Segen                                           | 1947                                               | 1951                 | Heinersdorf   | eingestellt                                                  |
| Braunkohlenwerk R. Uhlemann                                                    | 1881                                               | 1897                 | Heinersdorf   | eingestellt                                                  |
| Braunkohlenwerk J.M.F. Waage                                                   | 1876                                               | 1881                 | Köllsdorf     | eingestellt                                                  |
| Braunkohlenwerk A. Wießner Braunkohlenwerk K.F. Krause                         | 1869 1874                                          | 1873 1886            | Heinersdorf   | eingestellt                                                  |
| Braunkohlenwerk J.E. Wolf                                                      | 1874                                               | 1879                 | Köllsdorf     | eingestellt                                                  |

- Gebiet Colditz

Abgebaut wurde das Bitterfelder Flöz. Neben dem Hauptvorkommen bei Colditz mit einer Mächtigkeit von 2–11 Metern gab es weitere kleine Inselvorkommen in Zollwitz (2,8–5,7 Meter Kohle), Zschirla (6,5 Meter Kohle), Thierbaum (1,0–7,0 Meter Kohle), Nauenhain (1,7–2,2 Meter Kohle) und Lastau (1,5–2,0 Meter Kohle). Von 1868 bis 1941 wurden ca. 1,3 Millionen Tonnen Kohle gefördert.
| Gesellschaft                                                                                  | erste Nennung in den Jahrbüchern/Jahr der Gründung | Jahr der Einstellung | Ortschaft | Bemerkungen |
| --------------------------------------------------------------------------------------------- | -------------------------------------------------- | -------------------- | --------- | ----------- |
| Gottes Segen                                                                                  | 1868                                               | 1880                 | Zschadraß | eingestellt |
| Gottvertrauen                                                                                 | 1868                                               | 1874                 | Zschadraß | eingestellt |
| Braunkohlenwerk W. Guhlmann Grube Wilhelm                                                     | 1868 1871                                          | 1870 1877            | Collmen   | eingestellt |
| Gute Hoffnung                                                                                 | 1868                                               | 1902                 | Zschadraß | eingestellt |
| Braunkohlenwerk J.C.G. Henschel                                                               | 1876                                               | 1924                 | Commichau | eingestellt |
| Braunkohlenwerk J.G.F. Kirbach Braunkohlenwerk E.J. Keiselt Braunkohlenwerk J.G. Kunze        | 1868 1874 1888                                     | 1873 1888 1907       | Skoplau   | eingestellt |
| Braunkohlenwerk G. Kupfer                                                                     | 1868                                               | 1884                 | Thierbaum | eingestellt |
| Braunkohlenwerk F.L. Niescher                                                                 | 1868                                               | 1924                 | Skoplau   | eingestellt |
| Braunkohlenwerk von Reiswitz                                                                  | 1869                                               | 1873                 | Podelwitz | eingestellt |
| Braunkohlenwerk von Reiswitz Braunkohlenwerk G. Henschel                                      | 1868 1875                                          | 1875 1924            | Skoplau   | eingestellt |
| Braunkohlenwerk C.W. Rösser Braunkohlenwerk E.J. Perschmann                                   | 1875 1880                                          | 1880 1900            | Thierbaum | eingestellt |
| Braunkohlenwerk J.G. Sebastian Braunkohlenwerk Friedemann, Gebrüder Braunkohlenwerk Thierbaum | 1874 1895 1908                                     | 1893 1907 1959       | Thierbaum | eingestellt |
| Grube Wettin                                                                                  | 1894                                               | 1903                 | Commichau | eingestellt |

- Gebiet Thümmlitzwald

Abgebaut wurde das Bitterfelder Flöz. Neben dem Hauptvorkommen im Thümmlitzwald mit einer Mächtigkeit von 1–7 Metern gab es am Hühnerborn ein kleines Vorkommen mit einer Mächtigkeit von 1–2 Metern. Von 1868 bis 1941 wurden ca. 1,6 Millionen Tonnen Kohle gefördert.
| Gesellschaft | erste Nennung in den Jahrbüchern/Jahr der Gründung | Jahr der Einstellung     | Ortschaft          | Bemerkungen                             |
| --- | -------------------------------------------------- | ------------------------ | ------------------ | --------------------------------------- |
| Braunkohlenwerk Königlicher Staatsfiscus Königliches Braunkohlenwerk Staatliches Braunkohlenwerk VEB Braunkohlenwerk Leipnitz                                    | 1868 1901 1919 1949                                | 1893 1918 1948 1958      | Leipnitz           | eingestellt                             |
| Braunkohlenwerk Königlicher Staatsfiscus Braunkohlenwerk Timmlitzwald Braunkohlenwerk Wetzig Braunkohlenwerk Wetzig & Schroth VEB (K) Braunkohlenabbau Seidewitz | 1873 1879 1888 1892 1949                           | 1878 1887 1891 1906 1958 | Tanndorf Seidewitz | ab 1907 zum Königlichen Braunkohlenwerk |
| Braunkohlenwerk T. Winkler | 1868                                               | 1876                     | Keiselwitz         | eingestellt                             |

- Gebiet Grimma

Abgebaut wurde das Decktonflöz. Neben den beiden größeren Vorkommen von Ragewitz/Pöhsig mit einer Mächtigkeit von 3–6 Metern und Schkortitz/Kaditzsch/Bröhsen mit einer Mächtigkeit von 4–8 Metern, gab es weitere kleine Inselvorkommen in Grechwitz (1,5–2,0 Meter Kohle), Grimma (4,0 Meter Kohle) sowie Altenhain/Beiersdorf (3,5–8,0 Meter Kohle). In dem kleinen Vorkommen Deditz/Golzern wurde das Flöz Düben mit einer Mächtigkeit von 5 Metern abgebaut. Von 1868 bis 1941 wurden ca. 4,3 Millionen Tonnen Kohle gefördert
| Gesellschaft                                                                                        | erste Nennung in den Jahrbüchern/Jahr der Gründung | Jahr der Einstellung | Ortschaft               | Bemerkungen |
| --------------------------------------------------------------------------------------------------- | -------------------------------------------------- | -------------------- | ----------------------- | ----------- |
| Braunkohlenwerk Böttcher und Genossen Braunkohlenwerk F.H. Böttcher                                 | 1868 1873                                          | 1870 1876            | Grimma                  | eingestellt |
| Braunkohlenwerk J.F. Bucheim                                                                        | 1868                                               | 1883                 | Golzern                 | eingestellt |
| Braunkohlenwerk E.J. Bucheim                                                                        | 1881                                               | 1891                 | Deditz                  | eingestellt |
| Braunkohlenwerk Chr. G. Canitz Braunkohlenwerk Große & Co.                                          | 1891                                               | 1890 1899            | Golzern                 | eingestellt |
| Döbener Pfarrlehn                                                                                   | 1870                                               | 1896                 | Grechwitz               | eingestellt |
| Grube Elsa                                                                                          | 1903                                               | 1926                 | Grechwitz Neunitz       | eingestellt |
| Grube Neunitz                                                                                       | 1948                                               | 1952                 | Neunitz                 | eingestellt |
| Braunkohlenwerk Fuchshain                                                                           | 1868                                               | 1882                 | Fuchshain               | eingestellt |
| Braunkohlenwerk W. Gerber                                                                           | 1868                                               | 1876                 | Pöhsig                  | eingestellt |
| Braunkohlenwerk Gottes Segen                                                                        | 1886                                               | 1908                 | Schkortitz              | eingestellt |
| Braunkohlenwerk Gottes Segen                                                                        | 1870                                               | 1931                 | Beiersdorf Seelingstädt | eingestellt |
| Braunkohlenwerk Hahn und Julius                                                                     | 1871                                               | 1938                 | Grechewitz              | eingestellt |
| Braunkohlenwerk Hessel und Genossen Braunkohlenwerk C.E. Hessel                                     | 1868 1881                                          | 1880 1898            | Grechewitz              | eingestellt |
| Braunkohlenwerk F.H. Hunger Braunkohlenwerk Naundorf                                                | 1888 1891                                          | 1890 1896            | Naundorf                | eingestellt |
| Braunkohlenwerk Königlicher Staatsfiscus Königliches Braunkohlenwerk                                | 1868 1893                                          | 1892 1901            | Kaditzsch Grechwitz     | eingestellt |
| Braunkohlenwerk C.F. Kretzschmar Braunkohlenwerk C.F.E. Grosse                                      | 1869 1873                                          | 1872 1880            | Golzern                 | eingestellt |
| Braunkohlenwerk Martha                                                                              | 1893                                               | 1904                 | Schkortitz              | eingestellt |
| Grube Martha                                                                                        | 1948                                               | 1952                 | Schkortitz              | eingestellt |
| Braunkohlenwerk Maxschacht                                                                          | 1897                                               | 1908                 | Bröhsen                 | eingestellt |
| Braunkohlenwerk H. Otto                                                                             | 1868                                               | 1887                 | Naundorf                | eingestellt |
| Braunkohlenwerk F.W. Scheunert                                                                      | 1868                                               | 1876                 | Ragewitz                | eingestellt |
| Braunkohlenwerk E. Schilbach Gewerkschaft des Grechwitz Grimmaer Braunkohlenbauvereins Emiliengrube | 1884 1888 1892                                     | 1889 1898 1929       | Grechewitz              | eingestellt |
| Braunkohlenwerk F.A. Schippan Braunkohlenwerk Schippan Alinengrube                                  | 1868 1899                                          | 1898 1923            | Ragewitz                | eingestellt |
| Braunkohlenwerk F.F. Schumann Braunkohlenwerk L.J. Biermann Grube Gertrud                           | 1884 1896 1898                                     | 1895 1897 1915       | Naundorf                | eingestellt |
| Braunkohlenwerk E.F. Seidel                                                                         | 1902                                               | 1916                 | Kaditzsch               | eingestellt |
| Braunkohlenwerk Schippan Floragrube Braunkohlenwerk Grube Flora                                     | 1900 1949                                          | 1948 1956            | Ragewitz                | eingestellt |
| Braunkohlenwerk Weber und Schrot Braunkohlenwerk Weber und Graunitz                                 | 1868 1883                                          | 1882 1887            | Grechwitz               | eingestellt |

- Gebiet Wurzen

Links der Mulde wurde in einem großflächigen Kohlevorkommen das Flöz Düben und das Decktonflöz mit Mächtigkeiten von 2,5 – 6,0 Metern abgebaut. Rechts der Mulde wurde das Bitterfelder Flöz in einigen Inselrevieren abgebaut. So in Schmölen/Pausitz (2,5–3,0 Meter Kohle), Wurzen (2–4,5 Meter Kohle), Böhlitz (1,5 Meter Kohle), Kühren/Streuben (2,0–3,5 Meter Kohle), Pyrna/Fremdiswalde (5,2 Meter Kohle), Dahlen ( 4,0–9,0 Meter Kohle) und Müglenz. Von 1868 bis 1941 wurden ca. 3,37 Millionen Tonnen Kohle gefördert.
| Gesellschaft                                                | erste Nennung in den Jahrbüchern/Jahr der Gründung | Jahr der Einstellung | Ortschaft         | Bemerkungen |
| ----------------------------------------------------------- | -------------------------------------------------- | -------------------- | ----------------- | ----------- |
| Braunkohlenwerk Agnesgrube                                  | 1868                                               | 1908                 | Zeititz           | eingestellt |
| Braunkohlenwerk Amaliengrube                                | 1868                                               | 1888                 | Zeititz           | eingestellt |
| Braunkohlenwerk Auferstehung                                | 1868                                               | 1879                 | Brandis           | eingestellt |
| Braunkohlenwerk Belohnung                                   | 1868                                               | 1893                 | Lübschütz         | eingestellt |
| Braunkohlenwerk H.E. Friedrich Braunkohlenwerk Elisabeth    | 1885 1896                                          | 1896 1902            | Mark Ottendorf    | eingestellt |
| Braunkohlenwerk Frisch Glück                                | 1868 1912                                          | 1898 1961            | Brandis           | eingestellt |
| Braunkohlenwerk Gottes Segen                                | 1891                                               | 1925                 | Brandis           | eingestellt |
| Braunkohlenwerk Grube Else                                  | 1907                                               | 1925                 | Zeititz           | eingestellt |
| Braunkohlenwerk Gute Hoffnung                               | 1920                                               | 1925                 | Brandis           | eingestellt |
| Braunkohlenwerk von Hohenthal Braunkohlenwerk L.G. Grünberg | 1868 1879                                          | 1878 1888            | Altenbach         | eingestellt |
| Johannesgrube                                               | 1869                                               | 1877                 | Altenbach         | eingestellt |
| Braunkohlenwerk Kippenberg                                  | 1920                                               | 1950                 | Brandis           | eingestellt |
| Brikettwerk Kleinzschepa                                    | 1908                                               | 1921                 | Kleinzschepa      | eingestellt |
| Braunkohlenwerk G.R. Klinkhardt                             | 1895                                               | 1905                 | Altenbach         | eingestellt |
| Braunkohlenwerk König Albert                                | 1902                                               | 1914                 | Wurzen            | eingestellt |
| Braunkohlenwerk G.H. Mannewitz                              | 1896                                               | 1902                 | Pausitz           | eingestellt |
| Braunkohlenwerk Rosenthal Braunkohlenwerk Fremdiswalde      | 1903 1914                                          | 1913 1925            | Nerchau           | eingestellt |
| Braunkohlenwerk Saxonia                                     | 1868                                               | 1874                 | Nepperwitz        | eingestellt |
| Braunkohlenwerk G. Schönert                                 | 1888                                               | 1896                 | Bennewitz         | eingestellt |
| Braunkohlenwerk von Strantz                                 | 1893                                               | 1897                 | Schmölen          | eingestellt |
| Braunkohlenwerk Thomholzgrube                               | 1918                                               | 1922                 | Pausitz           | eingestellt |
| Braunkohlenwerk E. Weidling Braunkohlenwerk E. Wendt        | 1885 1886                                          | 1886 1896            | Bennewitz Leulitz | eingestellt |
| Tagebau Polenz                                              | 1947                                               | 1950                 | Polenz            | eingestellt |

- Gebiet Mittweida

Im Gebiet sind inselartige Reste des Bitterfelder Flözes sowohl der Oberbank wie auch der Unterbank vorhanden. Die Kohlemächtigkeiten betragen in Ottendorf 1,0–4,0 Meter in Frankenau 0,1–9,0 Meter, in Altmittweida 0,5–5,0 Meter und in Königshain 0,5 Meter. Von 1868 bis 1924 wurden ca. 195.000 Tonnen Kohle gefördert.
| Gesellschaft                                                                    | erste Nennung in den Jahrbüchern/Jahr der Gründung | Jahr der Einstellung | Ortschaft                        | Bemerkungen |
| ------------------------------------------------------------------------------- | -------------------------------------------------- | -------------------- | -------------------------------- | ----------- |
| Braunkohlenwerk Bärensprung und Genossen Braunkohlenwerk Bärensprung und Starke | 1868 1881                                          | 1880 1897            | Frankenau                        | eingestellt |
| Braunkohlenwerk F.H. Beckert Braunkohlenwerk C.O. Bertholdt                     | 1868 1876                                          | 1875 1897            | Frankenau                        | eingestellt |
| Braunkohlenwerk E.H. Böttcher                                                   | 1868                                               | 1895                 | Altmittweida                     | eingestellt |
| Braunkohlenwerk F.E. Fuhrmann                                                   | 1868                                               | 1891                 | Altmittweida                     | eingestellt |
| Braunkohlenwerk C.F.E. Gelbrich Braunkohlenwerk H. Hunger                       | 1868 1884                                          | 1883 1888            | Altmittweida                     | eingestellt |
| Braunkohlenwerk Ch.Fr. Johst                                                    | 1868                                               | 1907                 | Altmittweida                     | eingestellt |
| Braunkohlenwerk H.F. Kirbach                                                    | 1868                                               | 1874                 | Altmittweida                     | eingestellt |
| Braunkohlenwerk C.W. Krasselt Torfholz-Abbau Altmittweida                       | 1877 1920                                          | 1905 1922            | Altmittweida                     | eingestellt |
| Braunkohlenwerk E.F. Möhler                                                     | 1868                                               | 1905                 | Altmittweida                     | eingestellt |
| Braunkohlenwerk C.E. Müller                                                     | 1880                                               | 1899                 | Ottendorf                        | eingestellt |
| Braunkohlenwerk W. Müller Braunkohlenwerk F. Rost                               | 1872 1891                                          | 1890 1892            | Altmittweida                     | eingestellt |
| Braunkohlenwerk J.G. Richter Braunkohlenwerk M.G. Mehnert                       | 1868 1884                                          | 1883 1898            | Altmittweida                     | eingestellt |
| Braunkohlenwerk C.H. Schmidt                                                    | 1868                                               | 1879                 | Altmittweida                     | eingestellt |
| Braunkohlenwerk C.G. Uhlig                                                      | 1868                                               | 1872                 | Ottendorf                        | eingestellt |
| Braunkohlenwerk C.F. Ulbricht                                                   | 1868                                               | 1896                 | Altmittweida                     | eingestellt |
| Braunkohlenwerk Wüstes Gut Braunkohlenwerk Seidel & Co.                         | 1919 1921                                          | 1920 1924            | Altmittweida                     | eingestellt |
| Braunkohlenwerk Mittweida                                                       | 1947                                               | 1954                 | Frankenau Altmittweida Ottendorf | eingestellt |

- Gebiet Meerane

In der Grenzregion von Thüringen und Sachsen befindet sich ein Relikt des Bitterfelder Flözes. Die Kohlemächtigkeit beträgt 0–7 Meter. Die Ausdehnung des Flözes ist auf die Ortschaften Kleinmecka, Runsdorf, Pfarrsdorf und Zumroda in Thüringen, sowie Tettau in Sachsen beschränkt. Abgebaut wurden auf sächsischer Seite zwischen 1868 und 1913 ca. 380.000 Tonnen Kohle. Zwischen 1947 und 1956 wurden im gesamten Revier ca. 65.000 Tonnen Kohle abgebaut.
| Gesellschaft                                             | erste Nennung in den Jahrbüchern/Jahr der Gründung | Jahr der Einstellung | Ortschaft      | Bemerkungen |
| -------------------------------------------------------- | -------------------------------------------------- | -------------------- | -------------- | ----------- |
| Braunkohlenwerk Z. Heimer                                | 1868                                               | 1876                 | Tettau         | eingestellt |
| Braunkohlenwerk G. Küchler                               | 1868                                               | 1881                 | Tettau         | eingestellt |
| Braunkohlenwerk H. Leuthold                              | 1868                                               | 1873                 | Tettau         | eingestellt |
| Braunkohlenwerk J. Walther                               | 1895 1911                                          | 1896 1913            | Tettau         | eingestellt |
| Braunkohlenwerk H. Thieme                                | 1868                                               | 1908                 | Tettau         | eingestellt |
| Braunkohlenwerk Kreishilfsschacht Braunkohlenwerk Tettau | 1947 1951                                          | 1950 1956            | Tettau Zumroda | eingestellt |

- Gebiet Nossen

In diesem kleinen Vorkommen wurde das Flöz Beckwitz mit einer Mächtigkeit von 0–7Arntitz Metern abgebaut. Zwischen 1868 und 1925 wurden ca. 71.000 Tonnen Kohle gewonnen. Zwischen 1946 und 1950 fand noch einmal ein Abbau statt.
| Gesellschaft | erste Nennung in den Jahrbüchern/Jahr der Gründung | Jahr der Einstellung | Ortschaft | Bemerkungen |
| --- | -------------------------------------------------- | -------------------- | --------- | ----------- |
| Braunkohlenwerk Beyrisch & Bärensprung Braunkohlenwerk E. Beyrisch Braunkohlenwerk J. Gappisch Braunkohlenwerk Karcha | 1868 1882 1899 1914                                | 1881 1895 1913 1925  | Karcha    | eingestellt |

- Gebiet Lommatzsch

Ausgebildet war ein Flöz das im Bereich der Ortschaften Arntitz, Wuhnitz und Poititz eine Mächtigkeit von 1–6 Metern erreichte. In Schwochau wurde es mit einer Mächtigkeit von 1,5 Metern erbohrt. Zwischen 1872 und 1884 wurden ca. 82.500 Tonnen Kohle abgebaut.
| Gesellschaft | erste Nennung in den Jahrbüchern/Jahr der Gründung | Jahr der Einstellung | Ortschaft | Bemerkungen |
| --- | -------------------------------------------------- | -------------------- | --------- | ----------- |
| Arntitzer Braunkohlenbauverein Lommatzscher Braunkohlenwerk Braunkohlenwerk H. Köppe Arntitzer Kohlenwerke und Brikettfabrik | 1872 1874 1880 1883                                | 1874 1879 1882 1885  | Arntitz   | eingestellt |
| Arntitzer Kohlenbau-Gesellschaft                                                                                             | 1947                                               | 1950                 | Arntitz   | eingestellt |

- weitere Kleinstvorkommen von Braunkohle in Sachsen

Im mittelsächsischen Raum Oschatz, Meißen, Döbeln gibt es weitere kleine Vorkommen von Braunkohle. Diese wurden beim Brunnenbau oder durch systematische Suche mittels Bohrungen entdeckt. Zum Abbau dieser Vorkommen kam es aus mehreren Gründen nicht. Eine Rolle spielte die Flözmächtigkeit, die Verunreinigung der Kohle sowie die Größe und Teufenlage des Vorkommens. Bekannt sind Vorkommen in Löthain (1,5 m Kohle), Schrebitz (Nossen) (2,8 m Kohle), Canitz (0,5 m Kohle), Tronitz (2,3 m Kohle), Schlagwitz-Mügeln (2–4,5 m Kohle), Merzdorf (0,5–1,6 m Kohle), sowie Bennewitz und Zaschwitz mit unbekannter Kohlemächtigkeit.